# 巴魯赫·斯賓諾莎
巴魯赫·德·斯宾诺莎（1632年11月24日—1677年2月21日）荷兰犹太裔哲学家。其与笛卡尔、莱布尼茨是17世纪理性主义的先驱，啟蒙時代以及现代圣经批判学的开创者，他的作品引导了现代对自我及宇宙的认识，因此被认为是“近世最重要的哲学家之一”。 斯宾诺莎继承了勒内·笛卡尔的思想，是荷蘭黃金時代的哲学领军者。斯宾诺莎的名字“巴魯赫”意为“受祝福的”，在不同语言中写法各不相同。在希伯来语中，他的名字写为 ברוך שפינוזה‬，在现代犹太团体中，他的名字被写为“Bento”（“受祝福的”葡萄牙语）。 在斯宾诺莎的拉丁语作品中，他使用本尼迪克特·德·斯宾诺莎这个名字。
斯宾诺莎生于阿姆斯特丹的西班牙-葡萄牙-犹太社区。因对希伯来圣经的真实性和神性本质提出了极具争议的观点，葡萄牙犹太会堂向他发出谴责令，23岁的斯宾诺莎（包括他的家人）被逐出教会。斯宾诺莎去世后不久，他的作品随即被天主教会列为禁书。同时代人常称斯宾诺莎为“无神论者”，尽管斯宾诺莎从未在自己作品中怀疑上帝的存在。 斯宾诺莎生活简朴，以打磨镜片为生，他曾参与制作惠更斯兄弟设计的望远镜。斯宾诺莎回绝他人提供的资助和奖赏，并拒绝了荣誉性的教职工作。或许是因为常年打磨镜片吸入过量粉尘，斯宾诺莎于1677年死于肺病，年仅44岁。他被葬于海牙新教堂墓地。
斯宾诺莎的哲学研究几乎涵盖所有领域，包括形而上学、认识论、政治哲学、伦理学、心灵哲学、科学哲学。因此，人们普遍认为斯宾诺莎是17世纪最重要的哲学家之一。他的哲学思想主要体现在两部著作《神学政治论》和《伦理学》中。其余作品要么是早期思想，要么是未完成作品，其中理论在前述两部著作中都有涉及（例如《政治论》），或者不作为斯宾诺莎的哲学重点（例如《笛卡尔哲学原理》和《希伯来语语法书》）。与此同时，斯宾诺莎也留下了许多通讯信件，其中内容可为其哲学思想作出明晰解释，或展示出他哲学观点的演化历程。
斯宾诺莎的著作《伦理学》于死后发表，这部作品让他成为了西方哲学中最重要的思想家之一。斯宾诺莎在此书中对笛卡尔的身心二元论提出质疑，据罗杰·斯克鲁顿所言，“斯宾诺莎在这最后一本拉丁文傑作中指出了中世纪哲学细致概念背后的巨大缺陷，它们最终将反对自身，并完全覆灭”。 黑格尔曾表示“斯宾诺莎哲学是近代哲学的重点，要么是斯宾诺莎主义，要么就不是哲学。” 鉴于斯宾诺莎的巨大成就及高尚品格，吉尔·德勒兹称他为“哲学王子”。

## 生活背景

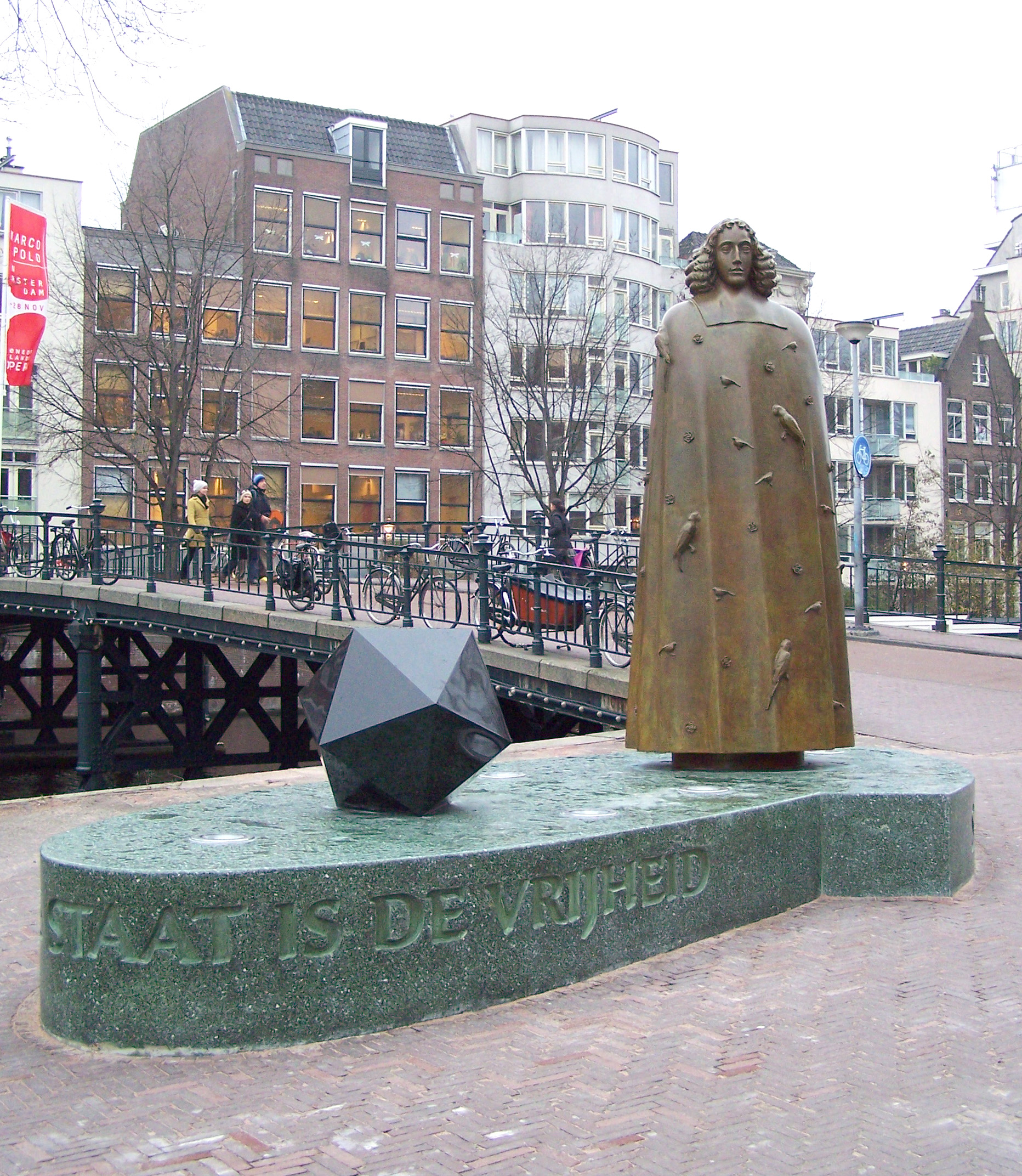
位于阿姆斯特丹的斯宾诺莎雕像，上面刻有引自《神学政治论》的文字“国家存在的目的是实现自由”。

### 家世
斯宾诺莎的祖先是居住在西班牙的斯雷翁省埃斯宾诺莎（Espinoza）镇的塞法迪犹太人。1492年，因西班牙政府和天主教教会对犹太人的宗教和种族迫害，逃难到葡萄牙。 1579年，乌得勒支同盟颁布了《宽容法令》，彼时已皈依天主教的葡萄牙犹太人受此吸引，从1593年起陆续乘船来到阿姆斯特丹，并在此重新皈依犹太教。 1598年，阿姆斯特丹的犹太移民获准建造犹太教堂，1615年，接纳和管理犹太人的法令获得通过。 作为流亡者后裔，社区成员们对自己的身份有强烈认同。
斯宾诺莎的祖父艾萨克·德·斯宾诺莎出生在葡萄牙里斯本，后带幼子迈克尔·德·斯宾诺莎（斯宾诺莎的父亲）前往法国南特，并于1615年来到鹿特丹。1627年，艾萨克在鹿特丹去世。随后斯宾诺莎的父亲和叔叔曼努埃尔前往阿姆斯特丹，并在此重新皈依了犹太教。斯宾诺莎的父亲是一位成功的商人，并担任犹太人公会会长和犹太教会学校校长。 他的三任妻子都早逝，六个孩子中只有三个活到了成年。

### 17世纪荷兰
在17世纪荷兰，阿姆斯特丹和鹿特丹作为两个重要的都会，集聚了来自世界各地的商船，不同文化信仰的人生活于此。商业繁荣促进了文化和观点的包容，这两座城市成为了异见者逃避教会审查的避风港（尽管一些“过于极端”的观念甚至在荷兰也无法被容忍）。因此，笛卡尔和斯宾诺莎的哲学作品在17世纪荷兰共和国的发展并非偶然。 在这种环境下，斯宾诺莎有机会结交持有非传统观念的朋友，例如社友會成员。 斯宾诺莎结交的朋友包括莱顿的学生尼古拉斯·斯坦诺，以及保持通信关系的阿尔伯特·伯格。

## 生平

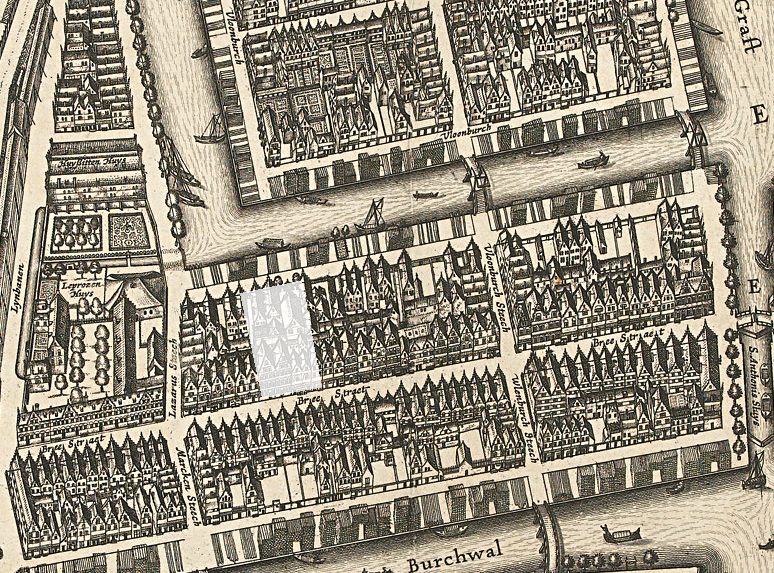
斯宾诺莎早年生活的街区。

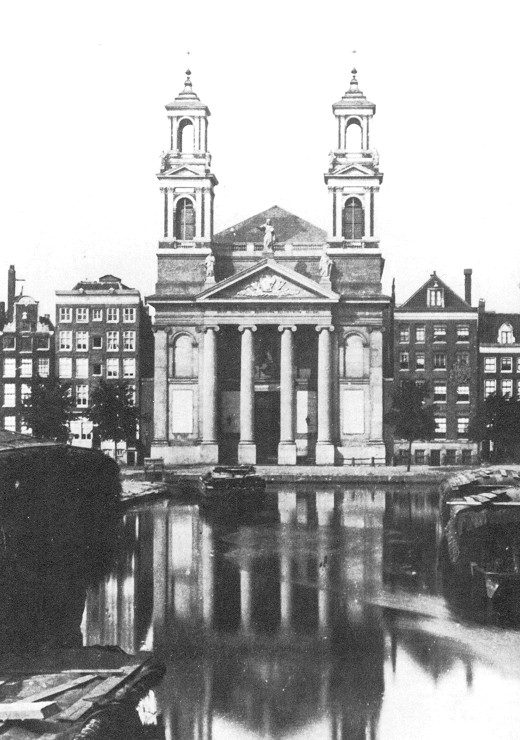
斯宾诺莎早年生活的地方现在是摩西与亚伦教堂的位置，并且有证据表明他的出生地也是在这里。

### 早年
1632年11月24日，斯宾诺莎出生于阿姆斯特丹犹太人区。他是其父的次子，本名巴鲁赫，后自己将名字改成本尼迪克特。他的父亲迈克尔·德·斯宾诺莎以经营进出口贸易为生，事业成功但不算富裕。 斯宾诺莎的母亲安娜·狄波拉是迈克尔的第二任妻子，在斯宾诺莎年仅六岁时去世。 斯宾诺莎的母语是葡萄牙语，不过他也通晓希伯来语、西班牙语和丹麦语，或许还熟悉法语，以及后来学习的拉丁语。 尽管斯宾诺莎以拉丁语写作，但他直到青年时才学会这门语言。
斯宾诺莎早年进入当地的犹太神学校，学习希伯来文、犹太法典以及中世纪的犹太哲学等，师从索尔·利未·摩尔泰拉、瑪拿西·本·以色列等犹太学者。 斯宾诺莎幼时致力成为拉比，但他没有完成高等的犹太律法教育。17岁时，其长兄艾萨克过世，斯宾诺莎不得中断学业照顾家族生意。 1654年，斯宾诺莎的父亲过世，时年二十一岁的斯宾诺莎按照犹太礼法为父亲守丧11个月。 其姐妹丽贝卡因遗产问题和他发生了纠纷，他虽然在法庭中胜诉，但还是将遗产交给了丽贝卡。
1654至1655年，斯宾诺莎跟随导师弗朗索瓦·冯·登·恩登学习拉丁语，当时斯宾诺莎二十岁左右。不过也有其它记录则显示，斯宾诺莎师从冯·登·恩登的时间是在1657至1658年。冯·登·恩登在当时是个臭名昭著的自由思想家，他是耶稣会士、激进的民主派，很可能传授给了斯宾诺莎有关笛卡尔的现代哲学思想。 在大约十年后的1660年代，冯·登·恩登被认为是笛卡尔主义者和无神论者，因此他的作品被天主教会列为禁书。
斯宾诺莎开始使用他的拉丁语名字本尼迪克特，并于冯·登·恩登所在学校担任教师。 根据约翰·科勒鲁斯为斯宾诺莎写的传记，斯宾诺莎曾爱上老师冯·登·恩登的女儿克拉拉，但克拉拉拒绝了他，并接受了另一位更富有的学生的求爱。不过这个逸闻的真实性不高，因为据称克拉拉出生于1643年，在斯宾诺莎学业完成时她年仅13岁。 但事实上克拉拉的出生时间是1641年，而假如斯宾诺莎是1657年开始在冯·登·恩登门下学习，故事则略微有些可信，因为此时克拉拉15岁，当斯宾诺莎学成离开阿姆斯特丹时，她的年龄在18至19岁。 1671年，克拉拉嫁给了那位更富有的学生，阿姆斯特丹医师西奥多·科克林。
在冯·登·恩登门下求学期间，斯宾诺莎与当时荷兰新教中抗辩派旗下的学院党趣味相投，他们都倾向理性主义。他也同时与门诺会众有着联系。 当时，斯宾诺莎的许多朋友都是一些反对教会权威的基督教异见人物，他们时常聚会讨论教会权威和教条相关问题。 1650年代后期至1660年代前期，斯宾诺莎逐渐与部分反传统思想家熟识，这个交流组织被称为斯宾诺莎学派，其中成员包括彼得·鲍林、贾里格·杰勒斯、洛德维克·迈耶、约翰内斯·鲍梅斯特和阿德里安·科尔巴格。

斯宾诺莎违背犹太教，尤其是坚持《妥拉》作者并非摩西，这种思想不是突然出现的，而是他内心长久挣扎的结果：
若是有人认为我说得过于广泛，没有充分的证据，我就要请他把这些史书里有什么计划指给我们看，这种计划可以为别的历史作家所采纳而无过失。而且在设法融会解释的时候，要严格地观察和解释辞句以及前后的次序与连贯，这样我们也许在我们的写作中加以仿效。他若是办得到，我就立刻佩服他，我就视之如伟大的阿波罗神。因为，老实说，经过长久的努力，我还不能发见有这类的事。我也未尝不可以附带说，我这里所说的无一不是我思量了好久的。而且，我虽然自幼就灌注了关于《圣经》的通常的意见，至今我还不能抵抗我以上的主张的力量。
人们开始指责斯宾诺莎为异教徒，他与宗教当局之间的矛盾也越发明显。在接受当地犹太教堂两位成员询问时，斯宾诺莎表示上帝有一个身体，圣经文本中没有与之相悖的叙述。 不久他在犹太教堂台阶上被人持刀袭击，袭击者高喊“异教徒！”，斯宾诺莎对此次袭击深感震惊，他一直保留（并穿着）遭受袭击而破损的披风用以纪念。
父亲去世后，斯宾诺莎和弟弟加布里埃尔（亚伯拉罕） 运作家族生意，但是或许是因为第一次英荷战争影响，生意很快遇到困难。1656年3月，斯宾诺莎向阿姆斯特丹提出申明自己是孤儿，以避免成为父亲的债权人，并继承了母亲的遗产。此外，在1654和1655年向犹太学堂和犹太教堂捐赠大笔款项后，他将1655年12月和1656年3月的捐款减少到了名义金额（1656年3月的捐款从未兑付）。
斯宾诺莎最终放弃了照看家族生意，将其全权交给自己的弟弟加布里埃尔管理，他全身心投入到哲学研究，尤其是笛卡尔哲学思想，以及光学镜片的研究中。

### 逐出教会

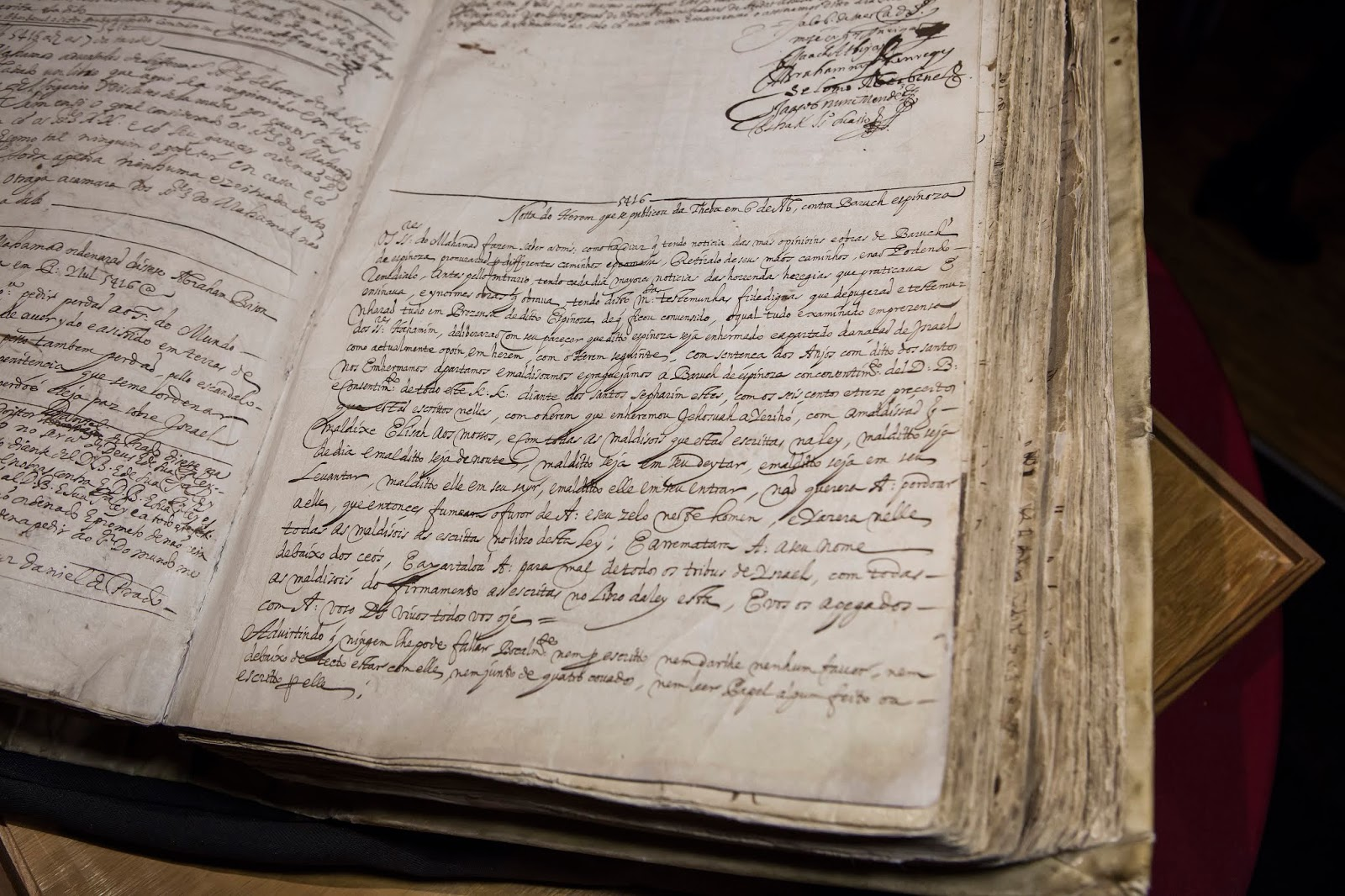
阿姆斯特丹葡萄牙犹太裔社区向斯宾诺莎发出的葡萄牙语谴责令。（1656年7月27日）

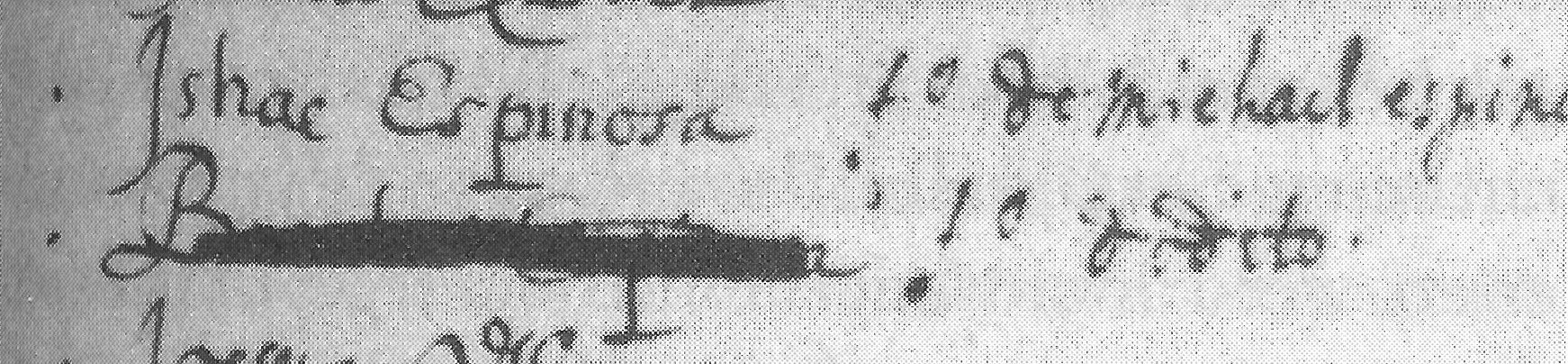
巴鲁赫·斯宾诺莎的名字在 Ets Haim 学校的学生列表中被涂抹。

1656年7月27日，阿姆斯特丹犹太教会向时年23岁的斯宾诺莎发出谴责令（也称绝罚）。 谴责令内容如下：
Ma'amad（犹太社区领袖）早已知晓巴魯赫·斯宾诺莎的邪恶观点与行径，并为他的改邪归正付出了巨大努力。然而，他无视我们的劝阻而一意孤行，甚而有关这位可憎的异教徒的恶劣事迹还日益增多，许多人都可证实他的言行。在荣耀的 chachamim （圣徒们）为此作出细致调查后，他们达成共识，斯宾诺莎应当被逐出以色列人的社区。根据天使和圣人的旨意，我们把斯宾诺莎逐出社区，并诅咒他。根据荣耀的上帝和全体圣会的旨意，根据六百一十三条戒律，他将受到像重修耶利哥城的人所受的那般诅咒，像嬉笑以利沙的男孩们所受的那般诅咒，并且附加律法书中的一切诅咒。他将被诅咒，无论日与夜，无论醒时和沉睡，无论来时和去时。主不会留他片刻安宁，主的愤怒倾覆于他，并把书中一切诅咒加于他。主会从天下抹去他的名字，使他与众人分离，不致伤害以色列人，所有这些都已写于律法书中。然后我们还需奉劝那些仍信上帝的人，你们不应再与他交流，无论口头还是书信；你们不应帮他，不应与他居于一室，不应距他近于四臂长，不应阅读他编撰或写就的任何东西。
阿姆斯特丹犹太教会经常会对大小事件发表谴责令，因此斯宾诺莎收到的谴责令并非罕见。 然而，与其他谴责令不同，这封谴责令的措辞异常严厉。 斯宾诺莎遭受驱逐的原因未有记录，谴责令只控诉他为“可憎的异教徒”，并表示他施行“异教徒的恶劣事迹”，并且“许多人都可证实他的言行”。事实上并不存在此类证词，斯宾诺莎受驱逐可能有以下几个原因。
首先，斯宾诺莎公开表达了关于宗教的极端观点。正如他的传记作者史蒂文·纳德勒所说：“毫无疑问，斯宾诺莎在公开场合表达了他后续发表在书中的观点。我们可以从他的作品中看到，斯宾诺莎否认灵魂不朽，拒绝天国中的上帝——亚伯拉罕、以撒和雅各所信奉的上帝。他还表示，律法书不是上帝的作品，他对犹太人没有约束力。那么，对于这个有史以来最激进、最彻底的思想家，正统犹太社区与之断绝关系就情有可原了。”
其次，大多生活在阿姆斯特丹犹太社区的成员都是葡萄牙犹太裔难民后代，他们的祖先为逃避宗教迫害逃难至此。因此他们需要十分小心本社区的名誉，极力避免任何与斯宾诺莎的联系，以免因他的争议性观点为本社区招致可能的迫害或驱逐。 没有证据表明阿姆斯特丹市政当局参与了对斯宾诺莎的驱逐，但“在1619年，市议会督促（葡萄牙犹太裔社区）规范自身行为，并确保其成员遵从严格的犹太律法。”其它证据显示，犹太社区一直刻意避免激怒市政当局，例如禁止在犹太教堂举行公开婚礼或葬礼游行，禁止与基督徒讨论宗教事务，以免这类活动“干扰我们享受的自由”。就此看来，对斯宾诺莎的驱逐几乎是必然的，这是犹太社区为降低风险而作出的自我审查。

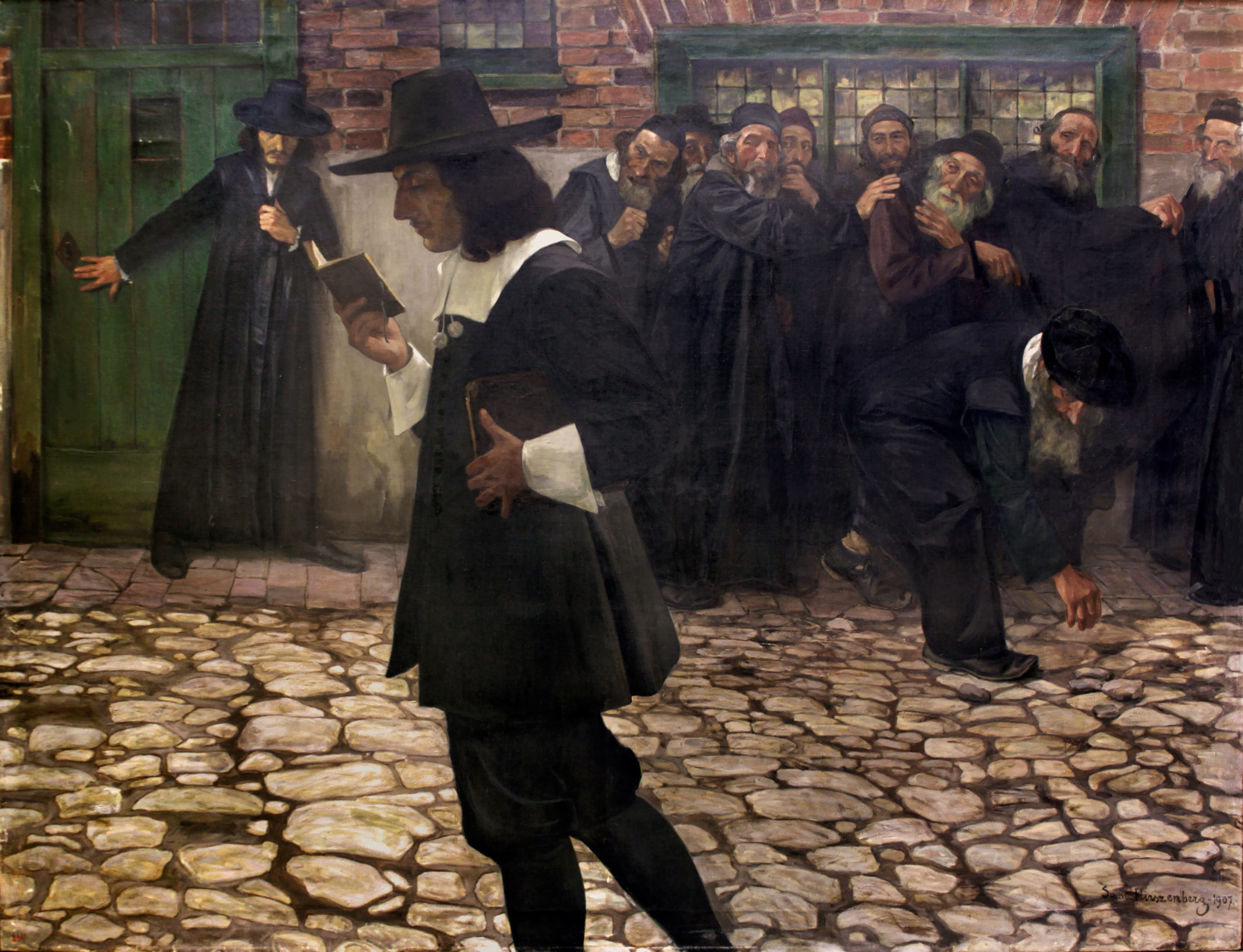
斯宾诺莎和拉比们， 塞缪尔·赫森伯格，1907

再者，似乎在驱逐之前，斯宾诺莎就已经和犹太教会疏远，并且通过口头和哲学作品（例如《伦理学》第一卷）表达了对犹太教的批评。斯宾诺莎可能是在与姐妹的诉讼后，或是在犹太教堂台阶受袭击后停止了参与宗教活动。他或许口头表达了他后续在《神学政治论》中提出的观点：政府应当压制犹太教，因为这个宗教对犹太人有害。也许是因为经济状况或其它原因，斯宾诺莎在1656年后终止了向犹太教堂的捐款。谴责令所提及的“恶劣事迹”可能是斯宾诺莎不顾犹太教会的规定和一些拉比（包括邁蒙尼德）的要求，而执意在民事法庭提起诉讼，选择放弃父亲的遗产及债务。获悉谴责令后，据称斯宾诺莎如此回复：“非常好，假如我不怕由此招致的非议，它不会强迫我去做任何违心之事。” 与以往颁布的谴责令不同，斯宾诺莎的这封谴责令并未使他悔改，因此也就从未撤销。
收到谴责令后，斯宾诺莎用西班牙语向犹太教会中的长者写了一封“申辩信”，信中“他称自己的观点符合正统，并表示拉比宣称他‘作出恶劣行径’的原因仅仅是他未参加宗教旁观仪式”。 这封“申辩信”并未存留至今，不过其中部分叙述可能出现在了斯宾诺莎的后续作品《神学政治论》中。 他在书中引用了中世纪圣经学者阿伯拉罕·伊本·埃茲拉关于五经作者并非摩西的暗示（例如创世纪12:6中提到的“那时，迦南人住在那地”，伊本·埃茲拉称此段落“神秘”，并说“知晓其中意涵的人应当保守秘密”），以证明自己的观点存在历史先例。
斯宾诺莎并未因驱逐转而皈依基督教，他仍保留拉丁文名字本尼迪克特·德·斯宾诺莎，并与社友会和贵格会保持密切联系。 他甚至搬往社友会附近居住，并在死后葬于海牙新教堂。 尽管斯宾诺莎从未受洗，但有证据表明他参与了社友会的集会。 如学者哈瓦所说，“斯宾诺莎反对犹太教自斐洛以来的观点，他认为真理不在于圣经文本，而在于对它的阐释方法。” 没有证据表明斯宾诺莎仍保留有作为犹太人的身份认同，并且“斯宾诺莎对世俗的犹太教不抱有幻想，对他而言，成为一个世俗的、却又是同化的犹太人根本是无稽之谈。”

#### 现代重估
以色列国首任首相戴维·本-古里安称斯宾诺莎是“三百年来年来以色列复国主义先驱”，他在1953年的文章中赞扬了斯宾诺莎，并重新引发了人们对他被犹太教会驱逐事件的讨论。以色列政治家、拉比以及世界各地的犹太出版机构都参与了这次讨论。不过这些参与者都没有推翻谴责令的权力，谴责令只能由阿姆斯特丹犹太教会收回。
2012年9月，阿姆斯特丹葡萄牙-以色列公会询问社区首席拉比哈卡姆平查斯·托莱达诺是否可以根据一些斯宾诺莎研究者的意见，重估这份谴责令。然而托莱达诺以“斯宾诺莎理论太过荒谬，并试图借此打破我们宗教的基础”为由推迟并拒绝了这一请求。
2015年12月，阿姆斯特丹犹太社区举办了一次研讨会，专门讨论是否应该取消这份谴责令。研讨会邀请了世界各地的学者，包括威斯康星大学麦迪逊分校的史蒂文·纳德勒。在500多人的辩论会上，纳德勒认为我们应当厘清“斯宾诺莎的哲学观点，当时颁布这份谴责令的历史背景，以及取消这份谴责令的好处与坏处”。大多数参会者认为应当取消谴责令，但犹太教会拉比却认为应当保留谴责令，因为他认为自己的智慧并不高于前任们，并且斯宾诺莎的思想并未随时间流逝而降低破坏力。
2021年11月，斯宾诺莎研究者伊扎克·梅拉梅德在提出制作一部有关斯宾诺莎遭受驱逐的电影后，被禁止进入阿姆斯特丹葡萄牙裔犹太社区，并且被当地拉比约瑟夫·塞尔法蒂称为不受欢迎者。

### 后续生活

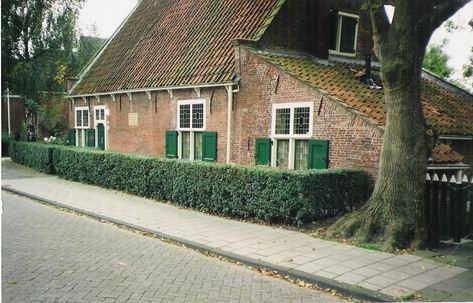
斯宾诺莎在1661至1663年于莱茵斯堡的住处，如今是一个博物馆。

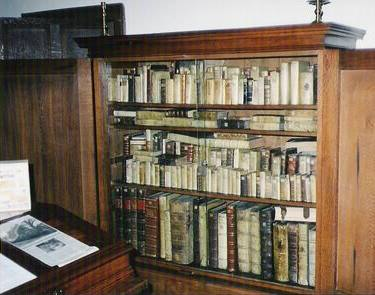
斯宾诺莎的书房。

斯宾诺莎最后搬出犹太人居住区，以磨镜片为生，同时进行哲学思考。他信奉并亲自践行了“基于宽容与仁慈的哲学”。 斯宾诺莎因其所谓无神论观点而受他人批评嘲笑，但即使是这些人也“不得不承认他过着如圣徒一般的生活”。 除争议性的宗教观点外，其他人对斯宾诺莎没有什么不好的评价，偶尔有人会说“他有时喜欢看蜘蛛追逐苍蝇”。
谴责令颁布后，市政当局也将斯宾诺莎驱逐出了阿姆斯特丹，“作为对拉比们的回应，也是对神职人员的安抚，因为他们对于这位犹太社区中的自由思想者十分恼怒”。 斯宾诺莎搬往阿姆斯特丹附近小镇奥德凯尔克·安·德·阿姆斯特尔，但不久后又悄悄搬回阿姆斯特丹居住。在阿姆斯特丹期间，他私下教授哲学课程，并研磨镜片。斯宾诺莎于1660至1661年左右离开阿姆斯特丹。
在阿姆斯特丹居住期间，斯宾诺莎写下了《简论上帝、人及其福祉》，这部作品没有于斯宾诺莎生前发表，很可能是迫于外界压力。此书存有两部荷兰语译本，在1810年重新被人发现。
1660至1661年左右，斯宾诺莎从阿姆斯特丹搬往莱顿旁的小城莱茵斯堡，这里也是社友会总部所在地。 在此期间，斯宾诺莎开始撰写《笛卡尔哲学原理》以及《伦理学》。1663年，他短暂回到阿姆斯特丹，并在此发表了《笛卡尔哲学原理》，这是斯宾诺莎唯一一部以本名发表的作品。同年斯宾诺莎搬往福尔堡。
在福尔堡期间，斯宾诺莎继续《伦理学》写作，并且与欧洲各地科学家、哲学家和神学家通信。 1670年，他完成了《神学政治论》，以这部作品为世俗的宪政政府辩护，支持时任大议长约翰·德·维特，反对总督奥兰治亲王。 莱布尼茨拜访了斯宾诺莎，并在1672年奥兰治亲王支持者杀害维特后声称斯宾诺莎的处境十分危险。 尽管《神学政治论》匿名发表，但很快人们就发现它的作者是斯宾诺莎。维特的敌人认为此书“由恶魔和叛变的犹太人在地狱中写成，它的发表经过维特的认同”。 1673年，这部作品受到归正会指责，并在1674年被正式禁止。
斯宾诺莎依靠研磨镜片和制作光学仪器获取微薄收入，但福尔堡时他也参与了当时重要的光学研究工作。他的工作不止是研磨镜片，还制作显微镜和望远镜。 斯宾诺莎与惠更斯兄弟建立了友谊，他们辩论显微镜的设计（斯宾诺莎偏好更小的物镜），并计划建造当时欧洲最大的望远镜（12米焦距）。斯宾诺莎制作的镜片品质受到惠更斯的赞赏，在斯宾诺莎去世十年后的1687年，出自他手的镜片被惠更斯用在了一个13米焦距的天文望远镜上。 阿姆斯特丹医师西奥多·科克林曾赞赏斯宾诺莎制作的显微镜“精美绝伦”，它帮助科克林取得了许多解剖学发现。 除制作镜片外，斯宾诺莎也定期接受朋友的小额资助。

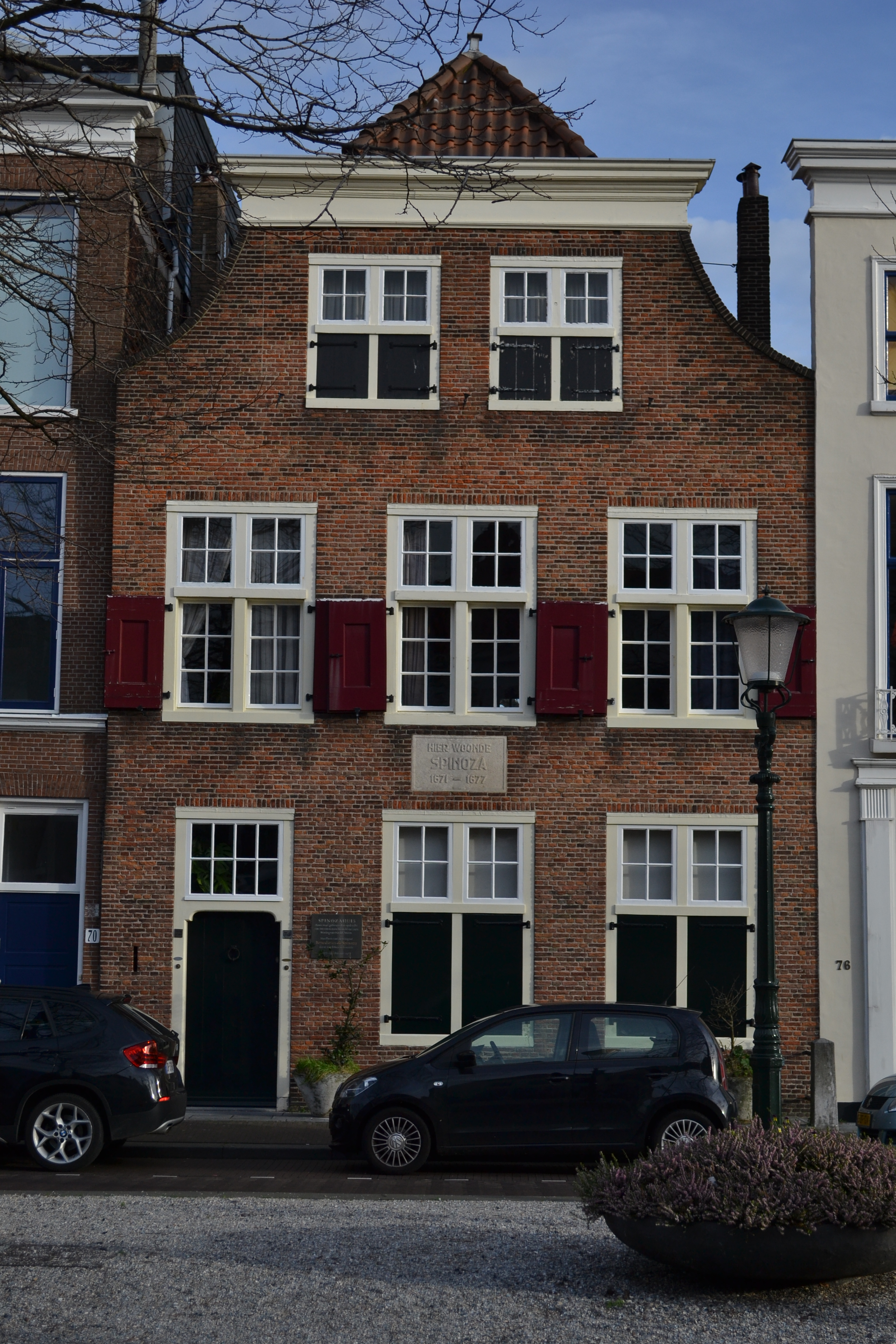
斯宾诺莎在海牙时的住处，他在此度过了人生最后7年。

1670年，斯宾诺莎移居海牙，依靠约翰·德·维特给予的小额补恤以及已过世的朋友西蒙·德弗里斯的兄弟的少量年金维持生活。 在此处他撰写了《伦理学》，一本未完成的希伯来文语法书，《神学政治论》，以及几篇科学论文（《论彩虹》和《论几率计算》），并开始将圣经翻译为荷兰语（他后来将这个译本销毁）。
1673年有一位巴拉丁选帝侯提供他海德堡大学哲学系的教职，條件是不可提及宗教，不过斯宾诺莎婉拒，或许是因为他认为此项工作不利于自己的思想自由。
人们常将斯宾诺莎描绘为孤独的人，仅仅依靠研磨镜片为生。但事实上斯宾诺莎有许多朋友，只不过他将自己的需求保持在了最低限度。 他践行宽容与仁慈的哲学。安东尼·戈特利布称他“过着有如圣徒般的生活”。 评论家M·斯图尔特·菲尔普斯写道：“从未有人比斯宾诺莎更接近理想的哲学家生活。” 哈罗德·布鲁姆写道：“作为现实的导师，他践行自己的智慧，可以肯定他是最杰出的人类之一。” 纽约时报评价说，“他从不做作，但也不漫不经心；他的作风极其谦逊隐僻；有时他几天不出房门。他十分节俭，开销每天仅有几块钱。” 布鲁姆写道：“他似乎全无性生活。”
斯宾诺莎也和激进派新教徒、千禧年主义者彼得·塞里乌斯保持通信。斯宾诺莎被逐出犹太社区后，塞里乌斯成为了其资助者，他甚至还为斯宾诺莎收发信函。他们间的友谊直至1669年塞里乌斯的去世。 自1660年代起，斯宾诺莎逐渐出名。亨利·奥尔登堡拜访了斯宾诺莎，并在余生中保持书信往来。1676年，莱布尼茨来到海牙与斯宾诺莎讨论当年早些时候完成的《伦理学》。

### 去世

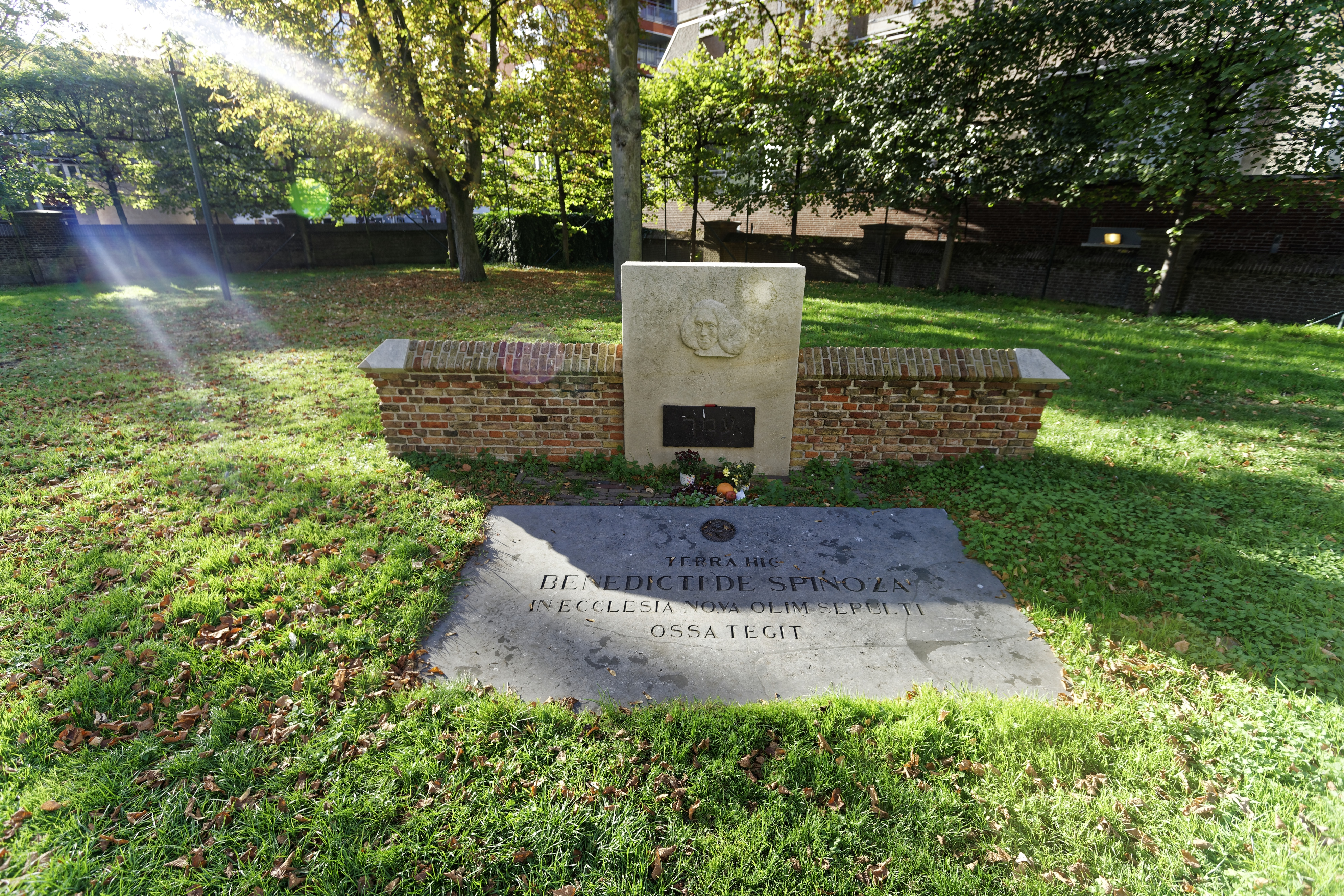
斯宾诺莎位于海牙的墓地

1676年，斯宾诺莎的健康状况开始恶化，并于1677年2月21日去世，年仅44岁。 他的死因是肺部疾病，很可能是长年磨镜片吸入的大量玻璃粉尘导致的肺尘病。

## 著作
斯宾诺莎最初的写作始于对笛卡尔作品的分析。 他发表的首部作品是使用欧几里得方法对笛卡尔《哲学原理》中定理与公理的几何证明。斯宾诺莎与莱布尼兹一起被认为是与“经验主义者”相对的“理性主义者”。
斯宾诺莎以匿名发表的《神学政治论》因其笛卡尔主义思想而在当时受到广泛批评，因此他不得不放弃公开发表后续作品。斯宾诺莎有一个用来标记信件的印戒，上面刻的词语便是“谨慎（拉丁語：cautiously）”，字样上方是一玫瑰图案，也是保密的标志。 “既然他选择使用一门广为人知的语言写作，那么他就不得不藏起他的作品。”
除《笛卡尔哲学原理》与《神学政治论》外，斯宾诺莎包括《伦理学》在内的其余作品都在死后才发表。这些作品由斯宾诺莎的几个朋友秘密整理发表，以免遭当局没收销毁。《伦理学》以欧几里得几何作品方式写成，一开始就给出一组公理以及各种公式，从中产生命题、证明、推论以及解释。该作品晦涩艰深，其中许多隐晦之处至今仍未明晰，被认为是“极其神秘的杰作”。 斯宾诺莎的早期作品《简论上帝、人及其福祉》也未在生前发表，后有荷兰文译本于1810年被发现，并在1851至1862年之间出版。

### 通讯信件
1664至1665年间，斯宾诺莎与威廉·范·布利杰伯格相互通信，布利杰伯格是加尔文主义者，他在信中询问斯宾诺莎有关恶的定义。1665年晚些时候，斯宾诺莎和亨利·奥尔登堡提及他正开始撰写一部名为《神学政治论》的新作品，这部作品最终发表于1670年。莱布尼茨在《对斯宾诺莎的反驳》一文中表达了他对斯宾诺莎思想的反对，不过他也和斯宾诺莎至少有过一次会面（上文提及），而他作品中的一些概念也与斯宾诺莎思想十分相似（参见单子论）。
在1675年12月写给阿尔伯特·伯格的信中，斯宾诺莎明确评价了天主教和伊斯兰教思想。他认为这两种宗教的目的都是“欺骗民众，约束他们的思想”，他还表示伊斯兰教所做的要远超天主教。

### 作品列表
| 作品原名                                                   | 中文译名                 | 作成时间 | 备注                                          |
| ---------------------------------------------------------- | ------------------------ | -------- | --------------------------------------------- |
| Korte Verhandeling van God, de mensch en deszelvs welstand | 《简论上帝、人及其福祉》 | 1660     | 1810年荷兰语译本重新发现，在1851-1862年间出版 |
| Tractatus de Intellectus Emendatione                       | 《论人类理解力的提高》   | 1662     | 未完成作品，死后出版                          |
| Principia philosophiae cartesianae                         | 《笛卡尔哲学原理》       | 1663     |                                               |
| Tractatus Theologico-Politicus                             | 《神学政治论》           | 1670     | 生前匿名出版                                  |
| Tractatus Politicus                                        | 《政治论》               | 1675-76  | 未完成作品，死后出版                          |
| Ethica Ordine Geometrico Demonstrata                       | 《依几何次序所证伦理学》 | 1677     | 也即《伦理学》，写成于1674年，但死后才出版    |
| Compendium grammatices linguae hebraeae                    | 《希伯来语语法书》       | 1677     |                                               |

## 哲学思想
斯宾诺莎的哲学思想被认为是理性主义，其核心在于理念与现实完美对应，就如数学是外在世界的精准呈现。 他继承了笛卡尔的观点，认为真理可从“清澈明了”的思想中由逻辑推出，而推理的材料只能来自于“不言自明的真理”，也即公理。

### 形而上学
斯宾诺莎的形而上学由实体及其样式组成。在《伦理学》中，斯宾诺莎声称只存在有唯一实体，它是绝对无限、自因，且永恒的。他称这唯一实体是“上帝”或“自然”。事实上，斯宾诺莎将这两个词语视为同义，他将其描述为“上帝或自然（拉丁語：Deus sive Natura）”。因此对斯宾诺莎而言，整个宇宙即是由唯一实体（上帝/自然）以及它的形式变化（样式）组成。
斯宾诺莎的所有哲学主张：他的心灵哲学、认识论、心理学、道德哲学、政治哲学、宗教哲学，都或多或少受到《伦理学》第一部分中表述的形而上学观点的影响。

#### 实体、属性和样式
斯宾诺莎对上帝的认知照亮了他对各存在的基础构想。这些概念初看显得十分奇特。关于“是什么存在？”这个问题，他的回答是：“实体，它的属性，及其样式。”——卡尔·雅思贝尔斯
斯宾诺莎延续了迈蒙尼德的思想，将实体定义为“自我持存，自我构建”的事物，也即它可在不借助外物的情况下被理解。 概念上的独立意味着本体论上的独立，它的存在不必借助它物，它是“自因（拉丁語：Causa sui）”。样式是不可独立存在的东西，它必须依附于其它事物，作为属性（比如颜色）、关系（比如大小）和个体物。 样式可进一步分为“有限”与“无限”两类，“无限”样式显著异于“有限”样式（这里斯宾诺莎举了静止与运动的例子）。斯宾诺莎的“样式”概念类似于传统哲学中的“属性”，而他的“属性”则用于表示一些不同的东西。 对斯宾诺莎而言，“属性，我理解为由知性看来是构成实体的本质的东西”，因此可能存在有无限种属性。 属性是知性所认为的、规定的现实的本质。
斯宾诺莎把上帝定义为“包含无限属性的实体，每个属性都表现出其永恒无限的本质”，并且鉴于“没有任何起因或缘由”能够阻止它的存在，那么也就是说上帝必然存在。 这个本体论证明显示了上帝的存在，但斯宾诺莎并未止步于此，他继续写道：“一切都位于上帝之中，没有任何事物可在无上帝的情况下存在，如果没有上帝，它们甚至无法被设想”。 这也意味着上帝等同于整个宇宙，斯宾诺莎将这个观点称为“上帝或自然（拉丁語：Deus sive Natura）”，后世有人将其解读为无神论或泛神论。 上帝可从物质世界（广延）属性或精神世界（思维）属性而被认知，广延和思维代表了对物质或心灵世界的完整叙述。 至此，斯宾诺莎写道：“心灵与身体是一回事，在思维的属性中构建是心灵，在广延的属性中构建是身体”。

此外，斯宾诺莎还论证说：“由上帝创造的事物不能存在其它可能的方式或秩序”。 那么也就是说，诸如“自由”或“几率”这种概念就失去了意义。 斯宾诺莎的决定论观点反映在了他的作品《伦理学》中：
那投入母亲怀中的婴儿，亦自信这是出于自由意志，那忿怒的幼童亦相信他想要报仇也是由于自由意志。怯懦的人自以为依照自由意志而开小差，酒醉的人亦相信出于他的心灵的自由命令，他说出些他清醒时所不愿说的话。这样看来，疯人、空谈家、儿童以及其他类此的人，都相信他们的说话是出于心灵的自由命令，而其实是因为他们没有力量去控制他们想说话的冲动。
斯宾诺莎认为人的智慧是最高实体智慧的组成部分。世界上只有上帝是拥有完全自由的，而人虽可以试图去除外在的束缚，却永远无法获得自由意志。如果我们能够将事情看作是必然的，那么我们就愈容易与上帝合为一体。因此，斯宾诺莎提出我们应该“在永恒的相下”看事情。
在给G.H.舒勒的信中（Letter 58），斯宾诺莎写道：“人知道自己的欲望，但不知道这欲望的背后已注定的成因”。 斯宾诺莎哲学非常类似斯多噶學派， 但是他在一个重要的观点上与斯多噶學派有尖锐的分歧：他完全反对他们动机可以战胜情感的观点。相反，他主张情感只会被另一个更强的情感取代或战胜。他还认为，对消极情绪原因的认知可引发积极情绪，而这正是后世弗洛伊德的精神分析理论的关键。 据埃里克·施利瑟所言，斯宾诺莎对获取自然知识的可能性存在怀疑，因此他与伽利略和惠更斯的观点存在冲突。
斯宾诺莎认为，感性所感知的一切都仅仅且仅能通过最高实体的存在而存在，单纯意义上的世间万物（不对最高实体加以反思）只是假象。 他在《伦理学》中阐释说：“存在属于实体的本性” 斯宾诺莎用圆形举了一个例子，如果把圆形比喻为最高实体（或者神），在圆形之内随意划一个十字，形成一个直角（寓意世间万物的形成和持存），则该圆内有无限多的直角。但若非圆形（最高实体）存在，则不可能有角度，也就不可能有所谓“直角”（万物）。在直角被划出之前，虽然说不存在该直角，但直角的观念本身是隐含在圆形中的，而万物的观念，根据斯宾诺莎，是最初就隐含在最高实体中的。 黑格尔指出他关于神的观念可以被称为“无世界论”。

#### 因果
莱布尼茨提出的充足理由律也广泛出现于斯宾诺莎的哲学作品中。 它被斯宾诺莎用于统一事件因果及其解释。 斯宾诺莎认为现象的成因总是可回答的，并且总是可以根据相关的原因作出回答。 于是这就排除了目的论和目的因的说法，虽然它对人类的意义有限。
斯宾诺莎也被描述为是“伊壁鸠鲁式唯物主义者”，尤其体现在他对笛卡尔身心二元论的反对。斯宾诺莎认同伊壁鸠鲁学派关于原子的说法：原子是世界的基础，万物皆由原子构成。 但斯宾诺莎在有关决定论的议题上与伊壁鸠鲁学派存在分歧，伊壁鸠鲁学派认为原子的运动具有概率性（这与当代量子物理学观点类似），这方面斯宾诺莎的观点更类似于先前的斯多葛学派。

#### 情绪
关于人类情绪的观念，斯宾诺莎区别于笛卡尔和休谟的一点在于，他在某些重要方面视情绪为认知。乔纳森·贝内特表示，“斯宾诺莎视情绪为认知的后果。（然而）却未明确的表达这一观点，并且有时似乎又完全将其忽略。” 斯宾诺莎列举了一些例子，旨在展示情绪运作背后的真理，但如贝内特所说，这些例子所展示出的图景“不讨人喜欢，似乎沾染了普遍的利己主义。”

### 道德哲学
斯宾诺莎的道德观与古希腊伊壁鸠鲁学派类似，认为道德伦理超出了物质世界的范畴，不过伊壁鸠鲁学派注重身体愉悦，而斯宾诺莎更看重精神福祉。 斯宾诺莎在《论人类理解力的提高》中表达了关于道德哲学的核心观点，叙述了什么是真实且最终的善。他认为善与恶是相对的概念，任何事物都不存在内在善恶之分，只有在相对于特殊个体时，这种区分才得以显现。传统中被视为善或恶的事物，只是因为它们对人类的价值不同。斯宾诺莎相信决定论的宇宙，“自然中所有事物都为一确定目的而精确完美的行动。”斯宾诺莎的宇宙中不存在几率，没有偶然。 斯宾诺莎认为世界一切运行秩序都是确定且必要的，因此善恶就失去了意义。这个世界之所以看起来并非完美，只因为我们视角有限。
斯宾诺莎认为，一个人只要受制于外在的影响，他就是处于奴役状态，而只要和上帝/自然达成一致，人们就不再受制于这种影响，而能获得相对的自由，也因此摆脱恐惧。斯宾诺莎还主张无知是一切罪恶的根源。对于死亡的问题，斯宾诺莎的名言是：“自由人最少想到死，他的智慧不是关于死的默念，而是对于生的沉思。” 他的一生也彻底地实践了这句格言，对死亡一直十分平静面对。
斯宾诺莎在《政治论》第六章第四节表达了对性别平等的反对，他写道：“但是有人会问，女性受男性的统治，这也是自然决定的吗，或者这只是制度的规定？假如说这只是制度规定，那么我们就没有理由将妇女排除在政府人选之外。但假如我们回溯经验，就会发现这结果是源自她们的软弱性。正因如此，从来没有一个男女合作的统治，无论地球何处，我们总是看到男性统治，女性被统治，依据这个规律，两种性别和谐共处。”

#### 善与恶
斯宾诺莎以下述语句定义“善”与“恶”：
所谓善是指我们确知对我们有用的东西而言。

反之，所谓恶是指我们确知那阻碍我们占有任何善的东西而言。
由此可见，斯宾诺莎在某种程度上将道德价值视为一种工具，特定物品的善与恶并非取决于其本质属性。斯宾诺莎强调“内在知识”，因为他认为确定知识的总和等同于对上帝的理解程度。

#### 福祉
斯宾诺莎的伦理学以人的福祉为中心，他认为福祉（或奴役或自由）是：
心灵对神的理智的爱，就是神借以爱它自身的爱，这并不是就神是无限的而言，而是就神之体现于在永恒的形式下看来的人的心灵的本质之中而言，这就是说心灵对神的理智的爱乃是神借以爱它自身的无限的爱的一部分。
正如乔纳森·贝内特所阐释的，这意味着“斯宾诺莎希望‘福祉’代表人有可能达成的最有价值、最适宜的状态。” 要理解何为“最有价值、最适宜的状态”，首先需要理解斯宾诺莎提出的conatus（生存的努力和倾向）概念，并且这种“完美”状态并不是指代道德价值，而是表示一种圆满。因为个体只是无限之实体的一个变体，它们是无法达成完全圆满的，也即它们无法达成“完美”或“福祉”。只有唯一的宇宙实体才能达成完美的圆满。然而，单纯的形式可达成较小的福祉，也就是完成对自身的纯粹理解，作为宇宙实体的一个变体，理解与宇宙中其他事物之间的关系。这就是斯宾诺莎在《伦理学》结尾部分所叙述的东西，在此他完成了关键的两步，使形而上学、认识论以及本书中提出并发展的伦理学命题相结合。在《伦理学》第五部分命题二十四，对个别事物的理解与对神（宇宙实体）的理解相结合，在第五部分命题二十五，心灵的最高努力（conatus）与第三种知识（直观知识）相结合。 自此，福祉的概念与“对神的理智的爱（拉丁語：amor dei intellectualis）”达成关联。

### 《伦理学》

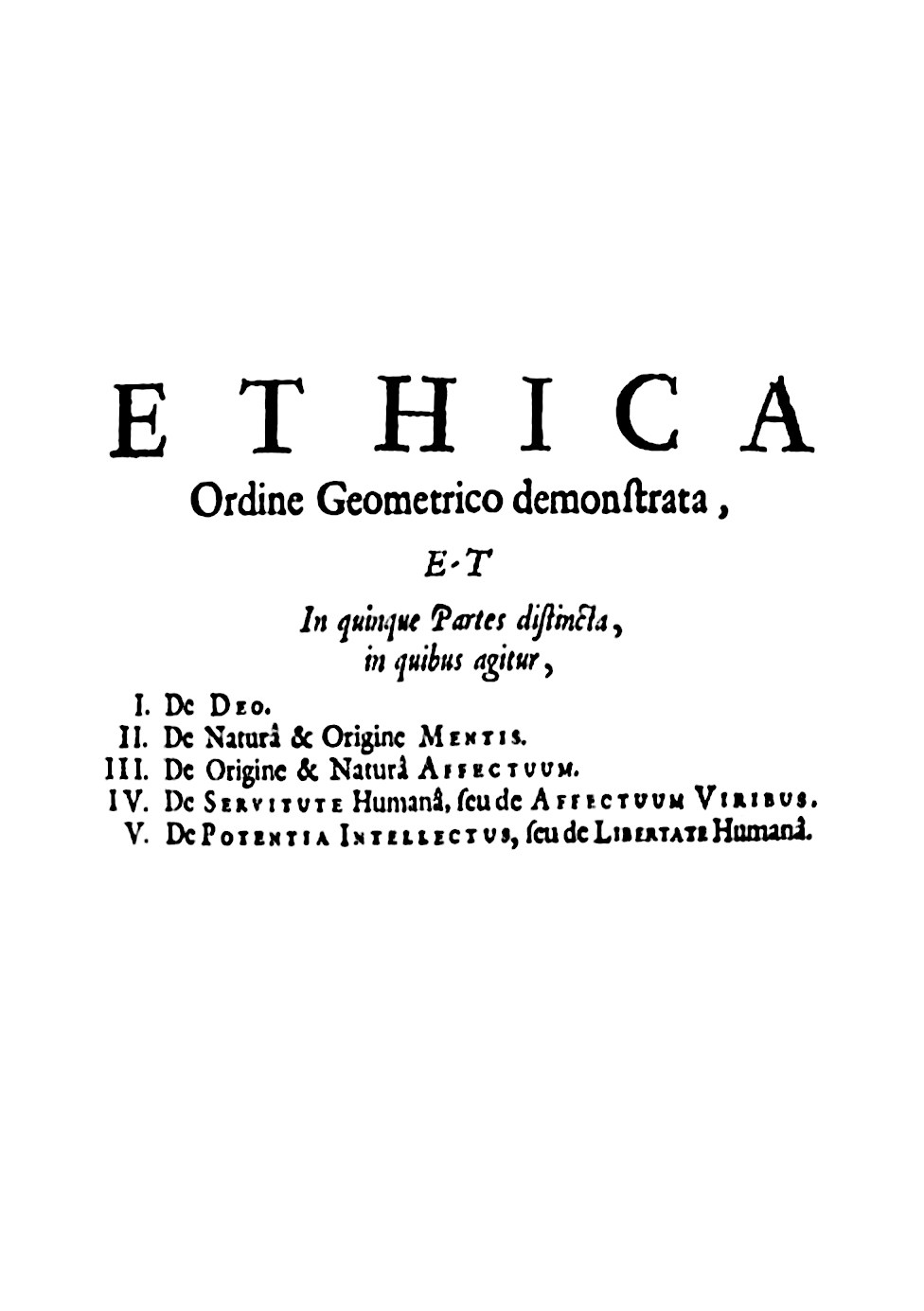
斯宾诺莎《伦理学》封面

宇宙中任何事物的起因都源于自然本质，因此对斯宾诺莎而言，现实是完美的。如果某种境况看似不幸，那只能是因为我们对于自然的认识不够充分。尽管人类有能力理解各事件因果，但对于整体无限的复杂性却无能为力，因为科学具有局限性，人无法仅凭经验掌握整个宇宙事件序列。斯宾诺莎还认为，虽然知觉感官非常实用，但不足以借此发现真理。斯賓諾莎提出，万物（不只人類）都「努力於維護自己的存有」，他稱這種努力為conatus，这个词语同时意为努力和傾向。這雙重涵義正是斯賓諾莎所要的，因為他認為這種自我保存的努力其實是出自萬物本性的傾向，萬物順著本性就會努力維護自己。 而美德即是将理性作为伦理准则，借此实现这种保有本性。斯宾诺莎认为，最高的美德是智慧之爱，或者说是对于上帝/自然/宇宙的知识。
在《伦理学》中，斯宾诺莎还叙述了三种不同的知识：
1. 第一种是有关经验的知识，准确而言，这是关于事物的“不正确的、片断的和混淆”的知识。[149] 关于这种知识的其它解释是，它是危险的推理知识，这种推理过程缺乏理性，可以将心灵转为“被动”状态。斯宾诺莎在《伦理学》前半部解释说，“被动心灵”可转变为激情。
2. 第二种知识混合了理性与情感。人们以日常合理性分析得出这类知识，这其中的例子包括任何被归为非完美德行的事物。非完美德行即是那些被托马斯·阿奎那和亚里士多德视为异教德行的东西。
3. 第三种知识是关于上帝的知识，它需要借由心灵的理性与推理得出。斯宾诺莎认为这种知识是个体的本质，而上帝正是这些本质的总和。包括完美德行在内的适当原因可造就这类知识。

在《伦理学》最后部分，斯宾诺莎关于“福祉”意义的探讨，以及认为掌控情绪的前提是将其与外部刺激分离的观点都预示了20世纪心理学方法的发展。他认为知识可分为三种类型——意见、推理和内在知识，而其中内在知识可为人类心灵带来最高的满足，因为我们关于自我、自然的认识越充分，我们（在现实中）获得的福祉就越完满，并且只有内在知识才是永恒的。

### 政治哲学
斯宾诺莎的政治哲学受其生活时代的影响，他捍卫当时荷兰相对欧洲其他地方更加自由的社会环境。正如他在《神学政治论》序言所写：
那么，我们幸而生于共和国中，人人思想自由，没有拘束，各人都可随心之所安崇奉上帝。自由比任何事物都为珍贵。我有鉴于此，欲证明容纳自由，不但于社会的治安没有妨害，而且，若无此自由，则敬神之心无由而兴，社会治安也不巩固。
斯宾诺莎的政治观点分布在三部作品《政治论》、《神学政治论》和《伦理学》中。初看来这些观点似乎与霍布斯的思想类似，但两者的结论却不相同。斯宾诺莎的哲学以上述 conatus 概念为重点，这个概念意为个体为生存所作的努力和倾向，即使是在最恶劣的专制政体下，最强大的利维坦也无法剥夺这种倾向。斯宾诺莎认为，每个个体都有自然权利，这个自然权利包含他所欲求的和他所能取得的一切事物。因此，个人自然权利就等于他的力量或权力。 故而在斯宾诺莎哲学中，主观权利（即人权）不存在于自然中，它是社会的构建，只存在于文明状态。此外，斯宾诺莎还指出，在社会形成之前不存在对与错的理念，因为在自然状态下并没有什么普遍的规范，而只有个体的欲求（这种欲求促使人们统治弱于自己的他人）。
但假如人们只受个人欲求驱使，那么文明社会又何以成形？斯宾诺莎认为有许多方式可以引向文明社会。首先是通过《伦理学》中描述的情感行为。 透过情感共识，个人情绪可以与他人产生共鸣，相似的个体聚集到一起，这种相似性又加强个体感受以及有关自身存在的体验。其次，社会也有助于完成个人难以完成的任务：它借由任务的分配与调度，使个体可以花费更少精力达成更多需求。这也是科学和艺术能在社会中发展的原因，事物的演进不再受制于个体的有限生命，而是能够随社会持续发展。 此外，个体面临生存威胁的恐惧也是促成社会形成的原因，社会能保护其中成员，为他们带来安全感。虽然斯宾诺莎采用了与霍布斯类似的论证（恐惧促成社会形成），但他分析得出的结论却不同，他认为人们需要一个自由的社会。
在斯宾诺莎的政治哲学中，纳入社会的个体并未放弃他们的自然权利。如果说斯宾诺莎在《神学政治论》中描绘的社会起源类似契约，那么这种观点在其后续作品《政治论》中完全消失了，取而代之的是情感的联合，人们不再是借自由意志形成社会，而是透过感情或主导（众多个体因极具魅力的某人而被吸引到一起，这也可作为社会的可能诞生方式之一）形成社会。个体并非是国家绝对权力下的被动臣民，与此相反，国家的力量就来自其中公民。在斯宾诺莎的观念中，国家的存在完全依赖其中公民力量的聚集，假如政治制度设计得当，这些力量可促进社会发展。“设计得当”意味着这些制度应当引导政治领导者遵循规则，并且这种遵循必须是出于自主意愿。斯宾诺莎并不认为国家是社会的对立面，社会是人类的聚集，而国家只是社会的一种特殊形式。 因此国家并不像霍布斯哲学中那样超越了社会。
个体权利的存在的根本原因在于个体可从团体的力量中受益。个体权利由他们构成的政治团体（国家）得到保证，这些权利只存在于国家——也即有组织的社会之中。但这并不意味着国家对其子民拥有绝对的权力，要理解这一点，我们首先要明白在斯宾诺莎哲学中，政府或社会（这两者没有差别）完全依赖其中个体的conatus存在。所以个体在文明国家仍保留有自然权利，他们不可避免的会对国家中的事物作出符合自身意愿的判断，任何违背这一倾向的行为都将导致社会动荡。因此国家应当限制可能危及整体的行为。 也就是说，假如国家选择利用恐惧或反人类行径维护自身统治，这种统治是无法长久维持的，因为这种行为危害其力量发展，并强化民众（multitudo）的反抗或不服从倾向：服从是维持社会秩序与和平的基础。
于是，从上述理解可以窥见斯宾诺莎和霍布斯有关国家运作观点的差异。对霍布斯而言，国家存在的目的是借由安全保证来维持和平，因此如果有必要，利用恐惧是可取的。而根据斯宾诺莎的观点，这种利用恐惧达成的和平状态并非真正的和平，它仅仅是压制了动荡。真正的和平意味着国家中的个体能够意识并达成他们各自潜能，由此每个人都能在心灵中获得最低限度的和平。这也是斯宾诺莎偏向组织良好的国家，在这些国家中，公民可通过参与立法来提升法律质量，并影响国家运作。
在柏拉图和亚里士多德哲学中，好的政治意味着好的政府（定义为特定政治团体作出决策的方式），那这就意味着不同类型的政府可按其德行排序（例如据柏拉图所言，贵族政体优于民主政体，而民主政体又优于寡头政体和僭主政体）。斯宾诺莎的观点超越了这种简单的排序，他认为政府没有好坏之分：更好的政府是国家中更多人可适应的政府，那么改变这一政府就不是好的选择，因为这种变化会打破已有的力量平衡，不同利益团体将会发生冲突，从而带来动荡。因此斯宾诺莎主张，更好的方式是设计更好的制度，他为不同政体描绘了大致的制度轮廓，例如对于君主制，应当有一个代表国王官方的议会，其中成员应当公开选定，他们的意见作为国王可能做出的决策。这种制度通过正式程序，将国王周围的顾问圈公开与透明化，这有利于避免隐秘的朝臣干政，减少某人代替国王作出决策的可能。

## 影响

### 泛神论之争

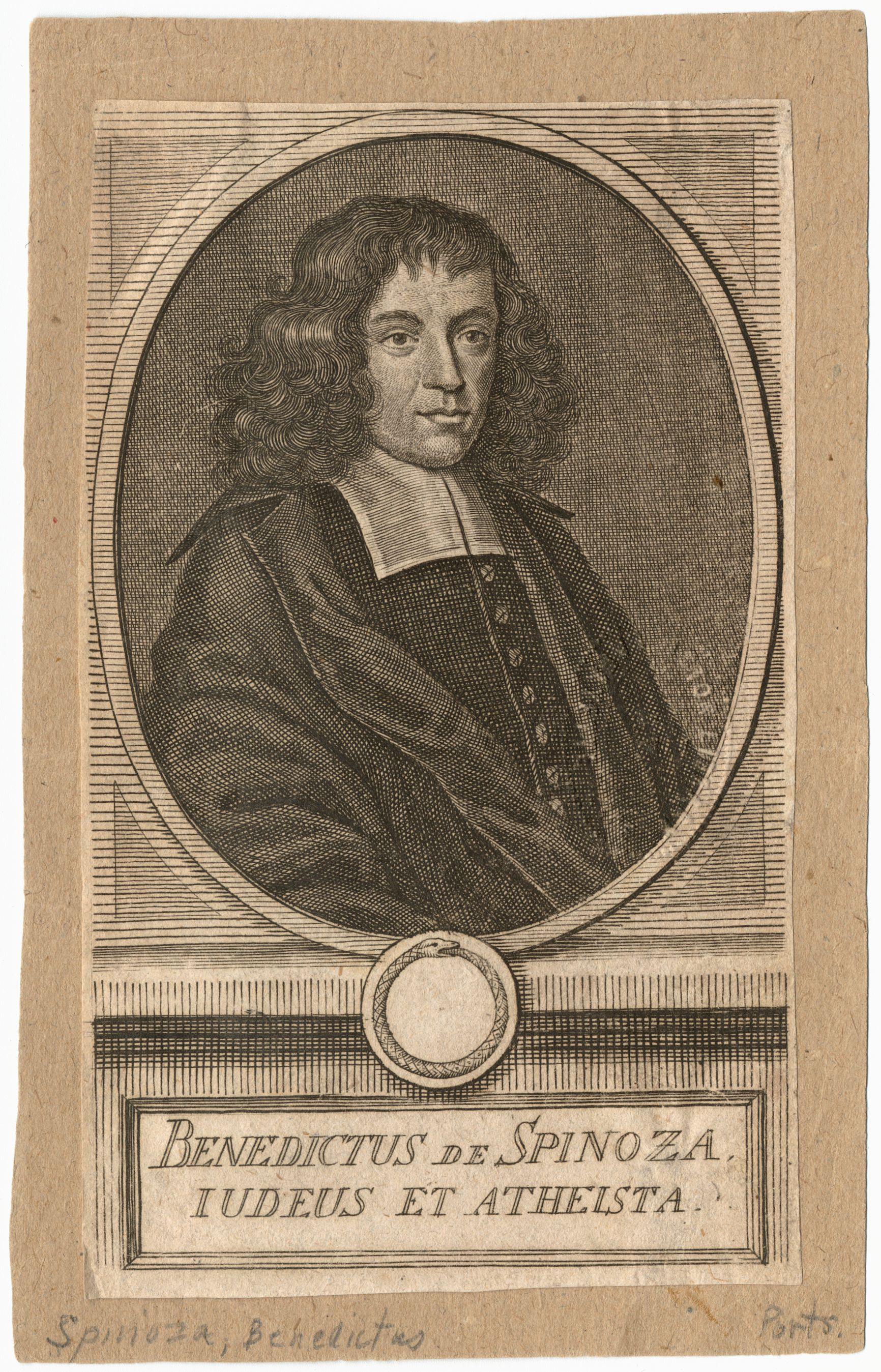
斯宾诺莎雕刻，其中的拉丁文为“一个犹太人，一个无神论者”

斯宾诺莎否认有人格神、超自然神的存在，他集中批判了神学目的论、拟人观和天意说，要求从自然本身来说明自然，他认为构成万物存在和统一基础的实体是自然，也就是神。他开创了用理性主义观点和历史的方法系统地批判《圣经》的历史，考察了宗教的起源、本质和历史作用，并建立了近代西方无神论史上一个较早和较系统的体系。他的学说克服了笛卡儿二元论的缺点，把唯理论和唯物主义、泛神论结合起来。后世哲学家称具有这种特徵的学说为斯宾诺莎主义。
1785年，弗里德里希·海因里希·雅各比发表文章批判斯宾诺莎的泛神论思想，几年前戈特霍尔德·埃弗拉伊姆·莱辛临终时承认自己是“斯宾诺莎主义者”，在那个时代，这个称号等同于无神论者。雅各比声称斯宾诺莎的学说为纯粹的唯物主义思想，因为斯宾诺莎提出一切事物都是神/自然的延伸。雅各比认为这种思想受到了启蒙时代理性主义思潮影响，并只能导致彻底的无神论。摩西·门德尔松对雅各比的说法提出异议，他认为有神论和泛神论没有差别。这个争论在当时欧洲思想界造成了巨大影响。
斯宾诺莎哲学为18世纪欧洲提供了除唯物主义、无神论和自然神论外的另一选择。斯宾诺莎有三个观点吸引了他们的注意：
- 一切存在的统一
- 一切事件的规律性
- 灵魂与自然的一致[158]

到1879年，斯宾诺莎的泛神论观点已被许多人接受，但也仍有部分人强烈反对这一观点，他们认为这个观点过于危险、奇特。
斯宾诺莎提出的“上帝或自然（拉丁語：Deus sive Natura）”反映出了一个充满活力、自然的上帝，这与牛顿物理学所引出的生成第一因的上帝，以及朱利安·奥弗雷·拉·美特利在《人是机器》中提出的无生气的机械上帝有显著不同。柯勒律治和雪莱视斯宾诺莎哲学为自然宗教。 诺瓦利斯称斯宾诺莎为“心醉于上帝的人”。 雪莱的文章《无神论的必要性》的灵感来自斯宾诺莎。
斯宾诺莎被认为是无神论者的主要原因在于，他用“上帝（Deus）”一词指代与传统犹太/基督教一神论完全不同的上帝形象。“斯宾诺莎否认上帝的人格和意识：上帝既无智识，也无情感或意愿；他的行为并无最终目的，相反，万事万物皆遵循他的本性（也即遵循宇宙定律）活动……” 由此可见，斯宾诺莎所称的冷漠、对人类事务毫无兴趣的上帝和传统宗教中拟人化、类似父亲形象的上帝形成了鲜明对比。
广泛认为斯宾诺莎将上帝等同为物质世界，因此人们称他为“先知”、“王子”，以及泛神论的最杰出阐释者。在写给亨利·奥尔登堡的信中，斯宾诺莎表示“那些声称我将上帝与自然完全等同（也就意味着上帝是有质量、有形的物质）的人，他们无疑是错了”。 对斯宾诺莎而言，我们的宇宙仅是位于思维和广延这两种属性下的形式，而上帝仍有无限种其它属性并未呈现于我们的世界。
据卡尔·雅思贝尔斯所言，当斯宾诺莎写下“上帝或自然（拉丁語：Deus sive Natura）”一词时，他所要表达的是上帝是自然以自然行事，而不是自然的自然。雅思贝尔斯认为在斯宾诺莎的本意中，自然与上帝并不是可相互替代的概念，上帝的超越性表现于其所拥有无限属性，而其中只有两种属性可被人类知晓，即思维与广延。 甚至思维和广延这两个属性下的上帝也不与人类世界完全等同，这个世界仍是“可分的”，它由不同部分组成。但斯宾诺莎指出，“由实体的属性推出实体可分，是对于实体的属性没有得到真正的认识”，这意味着人们无法通过分割实体而设想某种属性，他还说，“绝对无限的实体是不可分的”。 依据这个逻辑，人所生活的世界应当被认为是思维和广延这两种属性下的一个形式。由此雅思贝尔斯认为，假如人们试图将斯宾诺莎哲学与泛神论的“一切皆在神里”相符，那么“神”必须保持其超越性，而“一切”不能被解释为有限事物的总和。
马夏尔·盖鲁主张使用“万有在神论”而非“泛神论”相容斯宾诺莎的思想。斯宾诺莎所言的世界并非上帝，而是“内在于”上帝。有限事物不仅其成因来自上帝，它们甚至必须在上帝存在的前提下被构造。 不过，万有在神论哲学家查尔斯·哈特肖恩仍坚称斯宾诺莎的思想可由经典泛神论作出解释。
根据斯坦福哲学百科全书，斯宾诺莎的上帝是“无限智慧”，他是全知的，并且他爱自己，因此也爱所有人类，因为人类也是他的一部分。 斯宾诺莎认为“对神的理智的爱（拉丁語：amor dei intellectualis）”是人可达成的最高的善。 但这种行为是复杂的，因为上帝既无自由意志，也无目的或倾向，人们需要明白上帝不会因我们爱他而反过来爱我们。“凡爱神的人决不能指望神回爱他”，斯宾诺莎写道。
史蒂文·纳德勒认为关于斯宾诺莎是无神论还是泛神论的探讨取决于分析的态度。假如分析者认为泛神论与宗教相关，那么斯宾诺莎就不是泛神论者，因为斯宾诺莎认为面向上帝的态度不该是宗教式的敬畏，而是基于客观研究与理智思考，他认为宗教立场将会附带错误与迷信的可能。

### 现代哲学
许多学者探讨了斯宾诺莎哲学和东方哲学的相似性。德国哲学家西奥多·戈德斯图克最早注意到斯宾诺莎宗教概念与印度吠檀多传统的相似性，他写道：“……如此准确的表达了吠檀多的观点，这不得不让我们怀疑它的创始者是否从印度教中借鉴了其基础原则，但他的传记却不能使我们满意，因为似乎他完全不熟悉吠檀多的教义……” 马克斯·缪勒也发现了斯宾诺莎哲学体系与吠檀多的相似性，他将吠檀多中的梵等同于斯宾诺莎的宇宙实体。
乔治·桑塔亚那的毕业论文《斯宾诺莎的伦理学说》发表于哈佛月刊，而后他又为斯宾诺莎的《伦理学》和《论人类理解力的提高》写了导论。 1932年，桑塔亚那受邀为在海牙举办的斯宾诺莎300周年诞辰庆祝会议撰写一篇文章（后续以《终极宗教》为题发表）。 在自传中，桑塔亚那称斯宾诺莎对道德的自然基础有着“精湛超凡”的理解。
维特根斯坦的著作《逻辑哲学论》（拉丁語：Tractatus Logico-Philosophicus）标题借鉴了斯宾诺莎的《神学政治论》（拉丁語：Tractatus Theologico-Politicus）。并且维特根斯坦同时也借鉴了斯宾诺莎“在永恒的相下”的表达（Notebooks, 1914–16, p. 83），而他《逻辑哲学论》也采用了与《伦理学》类似的叙述结构，即在基本的逻辑断言上建立复杂的哲学论证。此外，在《逻辑哲学论》命题6.4311和6.45，维特根斯坦暗示了斯宾诺莎对永恒的理解以及对于永生宗教概念的阐释，他写道，“死不是生活里的一件事情：人是没有经历过死的。（6.4311）”，“用永恒观点来观察世界，就是把它看作一个整体——个有界限的整体。（6.45）”。
斯宾诺莎哲学在战后法国哲学中占据重要地位。许多哲学家“使用斯宾诺莎对抗现象学的非理性主义倾向”，当时现象学在法国的流行主要与黑格尔、海德格尔和胡塞尔有关。 路易斯·阿尔都塞等人认为可以用斯宾诺莎哲学弥补马克思主义的缺陷，尤其是可以利用斯宾诺莎哲学中内在因果性来减少马克思主义对黑格尔辩证法的过度依赖。安东尼奥·奈格里在流往法国期间创作了许多关于斯宾诺莎的作品，其中最著名的是《野蛮的异常》。其他著名的法国斯宾诺莎学者还包括亚历山大·马瑟隆、马歇尔·格鲁特、安德烈·托塞尔和皮埃尔·马舍雷，其中马舍雷曾发表五卷版斯宾诺莎《伦理学》评注，被认为是“斯宾诺莎评注的里程碑式作品”。 吉尔·德勒兹在其博士论文中称斯宾诺莎为“哲学王子”，他有关斯宾诺莎的阐释——尤其是恢复斯宾诺莎思想的政治维度方面，对法国哲学界有很大影响。 德勒兹曾发表了两部关于斯宾诺莎的作品，在巴黎第八大学就职期间，他也就斯宾诺莎哲学举行了多次讲座。德勒兹自己的作品也深受斯宾诺莎哲学，尤其是内在性与单义性的影响。玛丽莲娜·德·索萨·乔伊称德勒兹的《哲学中的表现主义》是一部“革命性作品，它发现在斯宾诺莎哲学中，表达可被视为一个中心概念。”
爱因斯坦曾表示斯宾诺莎对他世界观形成影响巨大。斯宾诺莎将上帝（无限实体）等同为自然，这与爱因斯坦持有的非人格化神的观点一致。1929年，爱因斯坦在接受采访时表示，“我信仰斯宾诺莎的上帝，他所有存在的和谐一致中显现自身，但我不信一个会关注人类事务的上帝。”
列奥·施特劳斯在《斯宾诺莎宗教评论》中提出，斯宾诺莎可作为启蒙时代理性主义传统代表人物之一，而这个传统最终促使了现代的诞生。 此外，他也将斯宾诺莎作品视为犹太现代性的起始。乔纳森·以色列提出，在1650至1750年间，“斯宾诺莎是神启宗教的主要挑战者，他动摇了固有的思想、传统、道德，以及专制与非专制国家都认同的神权政治思想。”

### 纪念
- 斯宾诺莎的肖像作为标志印在旧系列的1000荷兰盾钞票上，直到2002年被欧元取代。
- 荷兰科学界最高奖以斯宾诺莎命名。
- 斯宾诺莎思想被收录在概括荷兰历史的50个学说中。[196]

### 脚注
1. ↑  Nadler 1999，第64頁.
2. ↑  Nadler 1999，第65頁.
3. ↑  Steven Nadler, Spinoza and Medieval Jewish Philosophy, Cambridge University Press, 2014, p. 27: "Spinoza attended lectures and anatomical dissections at the University of Leiden..."
4. 1 2  邓, 晓芒. . 北京: 人民出版社. 2015: 390,393. ISBN 9787010144351.
5. ↑  《大英百科全书》中的条目：Benedict de Spinoza（作者：Richard H. Popkin）（英文）
6. ↑  Yalom, Irvin. . The Washington Post. 21 February 2012  [7 March 2013]. （原始内容存档于12 November 2013）.
7. ↑  Yovel, Yirmiyahu. . Princeton University Press. 1992: 3. ISBN 0691020795.
8. ↑  Gordon, Peter. . The New Republic. 2012-05-03  [2022-09-15]. ISSN 0028-6583. （原始内容存档于2022-09-15）.
9. 1 2 3 4  Nadler, Steven. . Zalta, Edward N.  (编).  Summer 2022. Metaphysics Research Lab, Stanford University. 2022  [2022-09-15]. （原始内容存档于2022-07-03）.
10. ↑  Dutton, Blake D. . .   [7 July 2019]. （原始内容存档于2019-07-13）.
11. 1 2 3 4 5 6  Scruton 2002，第26頁.
12. ↑  Nadler 1999，第42頁.
13. ↑  Stewart 2007，第352頁.
14. 1 2  Simkins, James. . Intermountain West Journal of Religious Studies. 2014, 5 (1)  [2022-09-15]. （原始内容存档于2022-05-08）.
15. ↑  Jones, Tod E. .  (PDF).   [2022-09-15]. （原始内容存档 (PDF)于2022-04-03）.
16. ↑  de Spinoza, Benedictus; Hessing, Siegfried. . Routledge & Kegan Paul. 1977: 828. ISBN 9780710087164.
17. ↑  Shirley, Samuel (2002). Complete Works. Hackett.
18. 1 2  Scruton 2002，第32頁.
19. ↑  Hegel Society of America. Meeting. David A. Duquette , 编. . SUNY Series in Hegelian Studies. SUNY Press. 2003  [2 May 2011]. ISBN 9780791455432. （原始内容存档于13 May 2011）.
20. ↑  Quoted in the translator's preface of Deleuze's Expressionism in Philosophy: Spinoza (1990).
21. ↑  Magnusson & Goring 1990.
22. ↑  Scruton 2002，第15頁.
23. 1 2 3  Scruton 2002，第19頁.
24. 1 2  Scruton 2002，第20頁.
25. ↑  Israel 1998，第4, 583, 677, 917頁.
26. ↑  Dijn & Spinoza 1996，第3, 4頁.
27. 1 2  Kolak & Thomson 2006，第423頁.
28. ↑  Nadler 2001，第195頁.
29. ↑  Melamed & Sharp 2018，第11-28頁.
30. ↑  Historische Gids van Amsterdam, opnieuw bewerkt door Mr H.F. Wijnman, p. 205; Vaz Dias A.M. & W.G. van der Tak (1932) Spinoza, Merchant & autodidact, pp. 140, 174–75. Reprint in: Studia Resenthaliana. Vol. XVI, number 2, 1982.
31. ↑  Die Lebensgeschichte Spinozas. Zweite, stark erweiterte und vollständig neu kommentierte Auflage der Ausgabe von Jakob Freudenthal 1899. M. e. Bibliographie hg. v. Manfred Walther unter Mitarbeit v. Michael Czelinski. 2 Bde. Stuttgart-Bad Canstatt: frommann-holzboog, 2006. (Specula 4,1 – 4,2.) Erläuterungen. p. 98, 119.
32. 1 2  Nadler 2001，第1頁.
33. ↑  Nadler 2001，第23頁.
34. ↑  Nadler 1999，第47頁.
35. 1 2 3  Scruton 2002，第8頁.
36. 1 2 3 4 5  Scruton 2002，第21頁.
37. ↑  Scruton 2002，第20-21頁.
38. 1 2 3  Nadler 2001，第27頁.
39. 1 2  Nadler 2001，第189頁.
40. ↑  Strathern 1998，第24-25頁.
41. ↑  Colerus, Johannes. . Benj. Bragg. 1706  [2022-09-19]. （原始内容存档于2022-09-20） （英语）.
42. ↑  Nadler 1999，第104頁.
43. ↑  "Franciscus van den Enden （页面存档备份，存于）". users.telenet.be. Retrieved 4 June 2022.
44. 1 2 3 4 5 6 7 8 9  Gottlieb, Anthony. . The New York Times. 1999-07-18  [2022-09-19]. ISSN 0362-4331. （原始内容存档于2022-09-22） （美国英语）.
45. ↑  Spinoza 1989，第179頁.
46. ↑  斯宾诺莎 2013，第九章.
47. 1 2  Nadler 2001，第25頁.
48. ↑  Nadler 2001，第26頁.
49. ↑  Curley 2020，xii.
50. ↑  Touber 2018，第45頁.
51. ↑  Nadler 2001，第120頁.
52. ↑  . Bible Gateway.   [2022-09-20]. （原始内容存档于2022-09-22） （英语）. 当时，约书亚叫众人起誓说：“有兴起重修这耶利哥城的人，当在耶和华面前受咒诅：他立根基的时候，必丧长子；安门的时候，必丧幼子。”
53. ↑  . Bible Gateway.   [2022-09-20]. （原始内容存档于2022-09-22） （英语）. 23 以利沙从那里上伯特利去。正上去的时候，有些童子从城里出来，戏笑他说：“秃头的，上去吧！秃头的，上去吧！” 24 他回头看见，就奉耶和华的名咒诅他们。于是有两个母熊从林中出来，撕裂他们中间四十二个童子。
54. 1 2  Yitzhak Melamed, Associate Professor of Philosophy, Johns Hopkins University, speaking at an Artistic Director's Roundtable, Theater J, Washington D.C., 18 March 2012.
55. ↑  Nadler 2001，第7頁.
56. ↑  Nadler 2001，第2頁.
57. ↑  Steven B. Smith, Spinoza's book of life: freedom and redemption in the Ethics, Yale University Press (1 December 2003), p. xx – Introduction via Google Books
58. ↑  Nadler 2008，Biography.
59. ↑  Nadler 2001，第17–22頁.
60. ↑  Nadler 2001，第19頁.
61. ↑  Nadler 2001，第20頁.
62. ↑  Nadler 2001，第19–21頁.
63. ↑  Nadler, Steven. . Zalta, Edward N.  (编). . The Metaphysics Research Lab, Center for the Study of Language and Information, Stanford University. Summer 2020  [5 August 2021]. ISSN 1095-5054. OCLC 643092515. （原始内容存档于17 April 2020）. 在卷一的一至十五命题中，斯宾诺莎描绘了上帝的基本要素。上帝是无限的、必然存在的（也即自我生成的），是宇宙中唯一的实体。宇宙中只存在一个实体，即是上帝；而其他一切事物都内在于上帝之中。……这个初步结论一经确定，斯宾诺莎随即揭示了他的攻击目标。他对上帝的定义——被犹太社区谴责为“只存在于哲学意义上的上帝”——是为了消除对这个神圣存在的任何拟人化行为。在命题十五的分论中，斯宾诺莎写道，他反对“那些假装自己是上帝，却仍是人形，由身体和思想组成，并受制于激情的东西。他们的行为已充分证明了他们距离上帝的真实智慧有多远。这种拟人化的上帝概念不仅是错误的，它还作为法官站在我们头上，限制我们的自由活动，促使人们寄居在希望与恐惧的统治下，过着被迷信奴役的生活。
64. 1 2 3 4 5 6  Scruton 2002，第22頁.
65. ↑  . Bible Gateway.   [2022-09-21]. （原始内容存档于2022-09-22） （英语）.
66. ↑  Spinoza 1989.
67. ↑  Spinoza's Biography （页面存档备份，存于） in the Encyclopædia Britannica. 14 February 2018.
68. ↑  Kramer, Howard. . The Complete Pilgrim - Religious Travel Sites. 2014-08-14  [2022-09-21]. （原始内容存档于2022-09-22） （美国英语）.
69. ↑   (PDF).   [2022-03-14]. （原始内容存档 (PDF)于2022-04-03）.
70. ↑  Berlin & Brettler 2014，第1931頁.
71. ↑  Nadler 2011，第167頁.
72. 1 2  . ABC News. 2020-10-03  [2022-09-22]. （原始内容存档于2022-10-03） （澳大利亚英语）.
73. ↑  . www.thejc.com.   [2022-09-22]. （原始内容存档于2022-01-21）.
74. ↑  . NIW. 2015-12-11  [2022-09-22]. （原始内容存档于2021-10-24） （荷兰语）.
75. ↑  .   [29 November 2021]. （原始内容存档于29 November 2021）.
76. ↑  Scruton 2002，第23頁.
77. ↑  Scruton 2002，第24頁.
78. 1 2  Scruton 2002，第25頁.
79. ↑  "……他（斯宾诺莎）在约翰·德·维特被杀那晚告诉我（莱布尼茨），他有十分强烈的愿望，他希望出门，到德·维特被杀的地方贴上一张写有“Ultimi barbarorum（终极野蛮行径）”的标语。但他的房东关上了房门不让他出去，因为他很可能会被别人撕成碎片。" (A Refutation Recently Discovered of Spinoza by Leibnitz, "Remarks on the Unpublished Refutation of Spinoza by Leibnitz", Edinburg: Thomas Constable and Company, 1855. p. 70.
80. ↑  Nadler 1999，第215頁.
81. ↑  Christiaan Huygens, Oeuvres complètes, Letter No. 1638, 11 May 1668
82. ↑  Christiaan Huygens, Oeuvres complètes, letter to his brother 23 September 1667
83. ↑  Nadler 2001，第183頁.
84. ↑  Christiaan Huygens, Oeuvres complètes, vol. XXII, p. 732, footnote
85. ↑  Theodore Kerckring, "Spicilegium Anatomicum" Observatio XCIII (1670)
86. ↑  Chauí 2001，第30–31頁: "对笛卡尔作品的评论《笛卡尔哲学原理》是唯一一部以他本名发表的作品。这部作品使他被邀请至海德堡大学讲授哲学，然而斯宾诺莎拒绝了这个邀请，因为他认为这可能迫使他放弃思想自由，因为邀请函中写明“不得侮辱既定宗教原则”。"
87. ↑  Phelps, M. Stuart. . New Englander and Yale Review Volume 0037 Issue 147 (November 1878). 21 February 1877  [8 September 2009].
88. 1 2 3 4 5  Bloom, Harold. . The New York Times. 2006-06-16  [2022-09-22]. ISSN 0362-4331. （原始内容存档于2022-09-20） （美国英语）.
89. ↑  . The New York Times. 1878-03-17  [2022-09-22]. ISSN 0362-4331. （原始内容存档于2022-09-25） （美国英语）.
90. ↑  Popkin 1999，第381頁.
91. 1 2  Lucas 1960.
92. ↑  Stewart 2007.
93. ↑  Scruton 2002，第29頁.
94. ↑  Bloom, Harold. . The New York Times. 2006-06-16  [2022-09-23]. ISSN 0362-4331. （原始内容存档于2022-09-20） （美国英语）.
95. 1 2  Montanarelli, Reviewed by Lisa. . SFGATE. 2006-01-08  [2022-09-23]. （原始内容存档于2022-09-26） （美国英语）.
96. ↑  Stewart 2007，第106頁.
97. ↑  Patrick A. Coyle.  (PDF). University of Windsor, Electronic Theses and Dissertations (University of Western Ontario, CA). 1938: 2  [9 June 2021]. OCLC 1067012129. （原始内容存档于2022-09-23）.
98. ↑  Soley, W.R.  os–V. Oxford University Press. 1 July 1880: 362–384. ISSN 0026-4423. JSTOR 2246395. OCLC 5545819846. doi:10.1093/mind/os-V.19.362. 此外还发现并发表了斯宾诺莎的一份遗作《brtvia de Deo et homine ejusque felicitate》
99. ↑  University of Michigan, Octavius Freire Owen. . T. Constable and co .: etc., etc. 1855 （English）.
100. ↑  . Dr. Andrew Bostom. 2012-02-13  [2022-09-30]. （原始内容存档于2022-10-04） （美国英语）.
101. ↑  Spinoza 2003，第354頁.
102. ↑  Trinity College - University of Toronto, Benedictus de. . London : A. & C. Black. 1910.
103. ↑  Spinoza, Baruch (1632-1677) Auteur du texte; Bouwmeester, Johannes (1634-1680) Auteur du texte. . 1663  [2022-09-23]. （原始内容存档于2022-09-23） （法语）.
104. ↑  Tractatus Politicus (PDF)
105. ↑  Internet Archive, Benedictus de; Spinoza, Benedictus de; Shirley, Samuel; Feldman, Seymour. . Indianapolis : Hackett Pub. Co. 1982. ISBN 978-0-915145-18-8 （englat）.
106. ↑  Licata 2009，第625–661頁.
107. ↑  Scruton 2002，第39頁.
108. ↑  Scruton 2002，第31–32頁.
109. ↑  Rocca 2008，第33頁.
110. ↑  Jaspers 1974，第9頁.
111. 1 2  Scruton 2002，第41頁.
112. 1 2  Scruton 2002，第42頁.
113. ↑  Scruton 2002，第43頁.
114. ↑  斯宾诺莎 1998，命题四.
115. ↑  Scruton 2002，第44頁.
116. 1 2  Scruton 2002，第45頁.
117. ↑  Scruton 2002，第38頁.
118. 1 2  Scruton 2002，第51頁.
119. ↑  Scruton 2002，第57, 59頁.
120. ↑  Scruton 2002，第60頁.
121. ↑  斯宾诺莎 1998，第一部分，命题三十三.
122. ↑  Baruch Spinoza. Ethics, in Spinoza: Complete Works, trans. by Samuel Shirley and ed. by Michael L. Morgan (Indianapolis: Hackett Publishing, 2002), see Part I, Proposition 33.
123. ↑  Ethics, Part III, Proposition 2.
124. ↑  斯宾诺莎 1998，第三部分，命题二.
125. ↑  斯宾诺莎 1998，第一部分，命题三十五，附释.
126. ↑  Scruton 2002，第86頁.
127. ↑  Schliesser, Eric. . philsci-archive.pitt.edu. 2012-07-09  [2022-09-26]. （原始内容存档于2022-09-28） （英语）.
128. ↑  斯宾诺莎 1998，第一部分，命题七.
129. ↑  斯宾诺莎 1998，第50頁.
130. ↑  黑格尔, 格奥尔格. . 北京: 商务印书馆. 2016: 105–107, 110. ISBN 9787100018746.
131. 1 2 3 4  Rocca 2008.
132. ↑  斯宾诺莎 1998，第四部分，序言既然神不为目的而存在，所以神也不为目的而动作。神的存在既然不依据擘划或目的，所以神的动作也不依据擘划或目的。因此所谓目的因不是别的，乃即是人的意欲，就意欲被认为是支配事物的原则或原因而言。
133. ↑  . philosophy.lander.edu.   [2022-09-29]. （原始内容存档于2022-09-29）.
134. ↑  Bennett 1984，第276頁.
135. ↑  Bennett 1984，第277頁.
136. ↑  . epicurus.net.   [2022-09-27]. （原始内容存档于2022-05-08）.
137. ↑  Spinoza 2012.
138. ↑  斯宾诺莎 1998，第四部分，命题六十七.
139. ↑  Spinoza – A Political Treatise （页面存档备份，存于）, p. 57, files.ethz.ch
140. ↑  Spinoza, Equality, and Hierarchy （页面存档备份，存于）, Beth Lord, University of Aberdeen, aura.abdn.ac.uk, accessed 16 March 2021
141. ↑  斯宾诺莎 1998，第四部分，界说一、界说二.
142. ↑  斯宾诺莎 1998，第五部分，命题三十六.
143. ↑  Bennett 1984，第371頁.
144. 1 2  斯宾诺莎 1998，第五部分，命题二十四“我们理解个别事物愈多，则我们理解神也愈多。”
145. 1 2  斯宾诺莎 1998，第五部分，命题二十五“心灵的最高努力和心灵的最高德性，都在于依据第三种知识来理解事物。”
146. ↑  斯宾诺莎 1998，第三部分，命题六.
147. ↑  斯宾诺莎 1998，第三部分，命题七.
148. ↑  Spinoza, Benedict (1677). "Books 1–5". The Ethics.
149. ↑  斯宾诺莎 1998，第二部分，命题三十五.
150. ↑  斯宾诺莎 2013，序言.
151. ↑  斯宾诺莎 2013，第十六章.
152. ↑  斯宾诺莎 2003，第二章.
153. ↑  斯宾诺莎 1998，第三部分，第四部分.
154. ↑  斯宾诺莎 2013，第三章.
155. ↑  斯宾诺莎 2003，第三章.
156. ↑  斯宾诺莎 2013，第三章&第四章.
157. ↑  Steinberg, Justin. . Zalta, Edward N.  (编).  Summer 2022. Metaphysics Research Lab, Stanford University. 2022  [2022-10-08]. （原始内容存档于2022-09-15）.
158. ↑  Lange 1880，第147頁.
159. ↑  "史密斯博士认为斯宾诺莎的泛神论思想是基督教最危险的敌人，他确信这种思想已经控制了旧世界（欧洲）大部分学校、出版机构和讲坛，并正在迅速席卷新世界（美国）。他的这种震惊和愤慨有时上升到十分强烈的地步。" Memorial of the Rev. Henry Smith, D.D., LL D., Professor of Sacred Rhetoric and Pastoral Theology in Lane Theological Seminary, Consisting of Addresses on Occasion of the Anniversary of the Seminary, 8 May 1879, Together with Commemorative Resolutions, p. 26.
160. ↑  Hutchison, Percy. . The New York Times. 1932-11-20  [2022-10-02]. ISSN 0362-4331. （原始内容存档于2022-10-02） （美国英语）.
161. ↑  Frank Thilly, A History of Philosophy, § 47, Holt & Co., New York, 1914
162. ↑  "I believe in Spinoza's God who reveals himself in the orderly harmony of what exists, not in a God who concerns himself with fates and actions of human beings." These words were spoken by Albert Einstein, upon being asked if he believed in God by Rabbi Herbert Goldstein of the Institutional Synagogue, New York, April 24, 1921, published in the New York Times, April 25, 1929; from Einstein: The Life and Times Ronald W. Clark, New York: World Publishing Co., 1971, p. 413; also cited as a telegram to a Jewish newspaper, 1929, Einstein Archive 33–272, from Alice Calaprice, ed., The Expanded Quotable Einstein, Princeton, NJ: Princeton University
163. ↑  Picton, J. Allanson, "Pantheism: Its Story and Significance", 1905.
164. ↑  Fraser, Alexander Campbell "Philosophy of Theism", William Blackwood and Sons, 1895, p. 163.
165. ↑  Spinoza 2009，letter 73.
166. 1 2  Jaspers 1974，第14, 95頁.
167. ↑  斯宾诺莎 1998，第一部分，命题十二、十三.
168. 1 2  Lloyd 1996，第40頁.
169. ↑  Hartshorne & Reese 1953，ch.4.
170. ↑  斯宾诺莎 1998，第二部分，命题十一，绎理.
171. ↑  斯宾诺莎 1998，第二部分，命题三.
172. ↑  斯宾诺莎 1998，第五部分，命题三十五，绎理.
173. ↑  斯宾诺莎 1998，第五部分，命题三十三.
174. ↑  斯宾诺莎 1998，第一部分，命题三十二，绎理二.
175. ↑  斯宾诺莎 1998，第一部分，附录.
176. ↑  斯宾诺莎 1998，第五部分，命题十九.
177. ↑  Mander, William. . Zalta, Edward N.  (编).  Spring 2022. Metaphysics Research Lab, Stanford University. 2022  [2022-10-02]. （原始内容存档于2022-10-02）.
178. ↑  Nadler 2008，God or Nature.
179. ↑  Literary Remains of the Late Professor Theodore Goldstucker, W. H. Allen, 1879. p. 32.
180. ↑  . The Westminster Review American (New York: Leonard Scott). Oct 1862, 78: 256–257. hdl:2027/mdp.39015013165819?urlappend=%3Bseq=264 .
181. ↑  Three Lectures on the Vedanta Philosophy. F. Max Muller. Kessinger Publishing, 2003. p. 123
182. ↑  George Santayana, "The Ethical Doctrine of Spinoza", The Harvard Monthly, 2 (June 1886: 144–52).
183. ↑  George Santayana, "Introduction", in Spinoza's Ethics and "De intellectus emendatione"(London: Dent, 1910, vii–xxii)
184. ↑  George Santayana, "Ultimate Religion", in Obiter Scripta, eds. Justus Buchler and Benjamin Schwartz (New York and London: Charles Scribner's Sons, 1936) 280–97.
185. ↑  George Santayana, Persons and Places (Cambridge, MA and London: MIT Press, 1986) 233–36.
186. ↑  维特根斯坦 1996，6.4311.
187. ↑  维特根斯坦 1996，6.45.
188. ↑  Peden, Knox. . Stanford, California. 2014. ISBN 978-0-8047-9136-6. OCLC 880877889.
189. ↑  Baugh-Peden, Bruce. . Notre Dame Philosophical Reviews. March 28, 2015  [2022-05-19]. （原始内容存档于2022-10-03） （英语）.
190. ↑  Deleuze, 1968.
191. 1 2  Rocha, Mauricio, , Materialism and Politics (Berlin: ICI Berlin Press), 2021: 73–90  [2022-05-19], S2CID 234131869, doi:10.37050/ci-20_04, （原始内容存档于2022-01-20） （英国英语）.
192. ↑  . The New York Times. 25 April 1929  [8 September 2009]. （原始内容存档于2011-05-13）.
193. ↑  . Aip.org.   [2 May 2011]. （原始内容存档于22 May 2011）.
194. ↑  Bloom, Harold. . The New York Times. 16 June 2006  [8 September 2009]. （原始内容存档于2022-09-20）.
195. ↑  Israel, J. (2001) Radical Enlightenment; Philosophy and the Making of Modernity 1650–1750, Oxford: Oxford University Press, p. 159.
196. ↑  . Entoen.nu.   [2 May 2011]. （原始内容存档于13 May 2011）.

## 延伸阅读
- Albiac, Gabriel, 1987. La sinagoga vacía: un estudio de las fuentes marranas del espinosismo. Madrid: Hiperión D.L. ISBN 978-84-7517-214-9
- Balibar, Étienne, 1985. Spinoza et la politique ("Spinoza and politics") Paris: PUF.
- Belcaro Anna Maddalena, Effetto Spinoza. Avventure filosofiche, Ianieri Ed., 2020, ISBN 979-12-80022-21-9
- Bennett, Jonathan, 1984. A Study of Spinoza's Ethics. Hackett.
- Boucher, Wayne I., 1999. Spinoza in English: A Bibliography from the Seventeenth Century to the Present. 2nd edn. Thoemmes Press.
- Boucher, Wayne I., ed., 1999. Spinoza: Eighteenth and Nineteenth-Century Discussions. 6 vols. Thoemmes Press.
- Carlisle, Clare. "Questioning Transcendence, Teleology and Truth" in Kierkegaard and the Renaissance and Modern Traditions (ed. Jon Stewart. Farnham: Ashgate Publishing, 2009).
- ———, 2021. Spinoza's Religion: A New Reading of the Ethics. Princeton University Press. ISBN 978-0691176598
- Edwin M. Curley, Behind the Geometrical Method. A Reading of Spinoza's Ethics, Princeton: Princeton University Press, 1988.
- Damásio, António, 2003. Looking for Spinoza: Joy, Sorrow, and the Feeling Brain, Harvest Books, ISBN 978-0-15-602871-4
- Deleuze, Gilles, 1968. Spinoza et le problème de l'expression. Trans. "Expressionism in Philosophy: Spinoza" Martin Joughin (New York: Zone Books).
- ———, 1970. Spinoza: Philosophie pratique. Transl. "Spinoza: Practical Philosophy".
- ———, 1990. Negotiations trans. Martin Joughin (New York: Columbia University Press).
- Della Rocca, Michael. 1996. Representation and the Mind-Body Problem in Spinoza. Oxford University Press. ISBN 978-0-19-509562-3
- Michael Della Rocca, Spinoza, New York: Routledge, 2008.
- Garrett, Don, ed., 1995. The Cambridge Companion to Spinoza. Cambridge Uni. Press.
- Gatens, Moira, and Lloyd, Genevieve, 1999. Collective imaginings : Spinoza, past and present. Routledge. ISBN 978-0-415-16570-9、978-0-415-16571-6
- Goldstein, Rebecca, 2006. Betraying Spinoza: The Renegade Jew Who Gave Us Modernity. Schocken. ISBN 978-0-8052-1159-7
- Goode, Francis, 2012. Life of Spinoza. Smashwords edition. ISBN 978-1-4661-3399-0
- Gullan-Whur, Margaret, 1998. Within Reason: A Life of Spinoza. Jonathan Cape. ISBN 978-0-224-05046-3
- Hampshire, Stuart, 1951. Spinoza and Spinozism, OUP, 2005 ISBN 978-0-19-927954-8
- Hardt, Michael, trans., University of Minnesota Press. Preface, in French, by Gilles Deleuze, available here: . Multitudes.samizdat.net.   [2 May 2011]. （原始内容存档于11 June 2011）.
- Israel, Jonathan, 2001. The Radical Enlightenment, Oxford: Oxford University Press.
- ———, 2006. Enlightenment Contested: Philosophy, Modernity, and the Emancipation of Man 1670–1752, (ISBN 978-0-19-927922-7 hardback)
- Kasher, Asa, and Shlomo Biderman. "Why Was Baruch de Spinoza Excommunicated? （页面存档备份，存于）"
- Kayser, Rudolf, 1946, with an introduction by Albert Einstein. Spinoza: Portrait of a Spiritual Hero. New York: The Philosophical Library.
- Lloyd, Genevieve, 1996. Spinoza and the Ethics. Routledge. ISBN 978-0-415-10781-5、978-0-415-10782-2
- ———, 2018. Reclaiming wonder . After the sublime. Edinburgh University Press. ISBN 978-1-4744-3311-2
- LeBuffe, Michael. 2010. Spinoza and Human Freedom. Oxford University Press.
- Lovejoy, Arthur O., 1936. "Plenitude and Sufficient Reason in Leibniz and Spinoza" in his The Great Chain of Being. Harvard University Press: 144–82 (ISBN 978-0-674-36153-9). Reprinted in Frankfurt, H. G., ed., 1972. Leibniz: A Collection of Critical Essays. Anchor Books.
- Macherey, Pierre, 1977. Hegel ou Spinoza, Maspéro (2nd ed. La Découverte, 2004).
- ———, 1994–98. Introduction à l'Ethique de Spinoza. Paris: PUF.
- Magnusson 1990: Magnusson, M (ed.), Spinoza, Baruch, Chambers Biographical Dictionary, Chambers 1990, ISBN 978-0-550-16041-6.
- Matheron, Alexandre, 1969. Individu et communauté chez Spinoza, Paris: Minuit.
- Melamed, Yitzhak Y., Spinoza’s Metaphysics: Substance and Thought (Oxford: Oxford University Press, 2013). xxii+232 pp.
- Melamed, Yitzhak Y. (ed.), The Young Spinoza: A Metaphysician in the Making (Oxford: Oxford University Press, 2015).
- Melamed, Yitzhak Y. (ed.), Spinoza’s Ethics: A Critical Guide (Cambridge: Cambridge University Press, 2017).
- Millner, Simon L., The Face of Benedictus Spinoza (New York: Machmadim Art Editions, Inc., 1946).
- Montag, Warren. Bodies, Masses, Power: Spinoza and his Contemporaries. (London: Verso, 2002).
- Moreau, Pierre-François, 2003, Spinoza et le spinozisme, PUF (Presses Universitaires de France)
- Nadler, Steven, Spinoza's Ethics: An Introduction, 2006 (Cambridge University Press, Cambridge England, ISBN 978-0-521-83620-3).
- Negri, Antonio, 1991. The Savage Anomaly: The Power of Spinoza's Metaphysics and Politics.
- ———, 2004. Subversive Spinoza: (Un)Contemporary Variations.
- Popkin, R. H., 2004. Spinoza (Oxford: One World Publications)
- Prokhovnik, Raia. . Houndmills, Basingstoke, Hampshire New York: Palgrave Macmillan. 2004. ISBN 978-0333733905.
- Ratner, Joseph, 1927. The Philosophy of Spinoza (The Modern Library: Random House)
- Smilevski, Goce, 2006. Conversation with Spinoza: A Cobweb Novel, translated from the Macedonian by Filip Korzenski. Evanston, Illinois: Northwestern University Press.
- Stolze, Ted and Warren Montag (eds.), The New Spinoza, Minneapolis: University of Minnesota Press, 1997.
- Strauss, Leo. Persecution and the Art of Writing. Glencoe, Illinois: Free Press, 1952. Reprint. Chicago: University of Chicago Press, 1988.
- ———ch. 5, "How to Study Spinoza's Tractus Theologico-Politicus;" reprinted in Strauss, Jewish Philosophy and the Crisis of Modernity, ed. Kenneth Hart Green (Albany, NY: SUNY Press, 1997), 181–233.
- ———Spinoza's Critique of Religion. New York: Schocken Books, 1965. Reprint. University of Chicago Press, 1996.
- ——— "Preface to the English Translation" reprinted as "Preface to Spinoza's Critique of Religion", in Strauss, Liberalism Ancient and Modern (New York: Basic Books, 1968, 224–59; also in Strauss, Jewish Philosophy and the Crisis of Modernity, 137–77).
- Valentiner, W.R., 1957. Rembrandt and Spinoza: A Study of the Spiritual Conflicts in Seventeenth-Century Holland, London: Phaidon Press.
- Vinciguerra, Lorenzo Spinoza in French Philosophy Today （页面存档备份，存于）. Philosophy Today （页面存档备份，存于）, Vol. 53, No. 4, Winter 2009 （页面存档备份，存于）.
- Williams, David Lay. 2010. "Spinoza and the General Will", The Journal of Politics, vol. 72 (April): 341–356.
- Wolfson, Henry A. "The Philosophy of Spinoza". 2 vols. Harvard University Press.
- Yalom, I. (2012). The Spinoza Problem: A Novel. New York: Basic Books.
- Yovel, Yirmiyahu, "Spinoza and Other Heretics, Vol. 1: The Marrano of Reason". Princeton, Princeton University Press, 1989.
- Yovel, Yirmiyahu, "Spinoza and Other Heretics, Vol. 2: The Adventures of Immanence （页面存档备份，存于）". Princeton, Princeton University Press, 1989.

## 外部連結

### 文章
- 网络哲学百科全书:
  - Dutton, Blake. . .
- 斯坦福哲学百科全书:
  - "Spinoza （页面存档备份，存于）" by Steven Nadler.
  - "Spinoza's Psychological Theory （页面存档备份，存于）" by Michael LeBuffe.
  - "Spinoza's Physical Theory （页面存档备份，存于）" by Richard Manning.
  - "Spinoza's Political Philosophy （页面存档备份，存于）" by Justin Steinberg.
- Spinoza, Baruch (Bento, Benedictus) De （页面存档备份，存于） in the Encyclopedia of Philosophy (2005) by Edwin Curley
- Bulletin Spinoza of the journal Archives de philosophie
- Susan James on Spinoza on the Passions （页面存档备份，存于）, Philosophy Bites podcast
- Spinoza, the Moral Heretic （页面存档备份，存于） by Matthew J. Kisner
- BBC Radio 4 （页面存档备份，存于） In Our Time programme on Spinoza
- The Escamoth stating Spinoza's excommunication
- Gilles Deleuze's lectures about Spinoza (1978–1981)
- Spinoza in the Jewish Encyclopedia （页面存档备份，存于）
- Spinoza in the Encyclopaedia Judaica （页面存档备份，存于）
- Video lecture on Baruch Spinoza by Dr. Henry Abramson
- 《斯宾诺莎传》 （页面存档备份，存于）

### 作品
- Spinoza Opera （页面存档备份，存于） Carl Gebhardt's 1925 four volume edition of Spinoza's Works.
- Benedictus de Spinoza的作品  - 古騰堡計劃
- 互联网档案馆中巴魯赫·斯賓諾莎的作品或与之相关的作品
- 來自巴魯赫·斯賓諾莎的LibriVox公共領域有聲讀物
- 开放图书馆中巴魯赫·斯賓諾莎的著作
- Refutation of Spinoza by Leibniz In full via Google Books
- More easily readable versions of the Correspondence, Ethics Demonstrated in Geometrical Order and Treatise on Theology and Politics （页面存档备份，存于）
- EthicaDB （页面存档备份，存于） Hypertextual and multilingual publication of Ethics
- A Theologico-Political Treatise– English Translation
- A Theologico-Political Treatise （页面存档备份，存于） – English Translation (at sacred-texts.com)
- A letter from Spinoza to Albert Burgh
- Ethica Ordine Geometrico Demonstrata et in quinque partes distincta, in quibus agetur
- Opera posthuma （页面存档备份，存于） – Amsterdam 1677. Complete photographic reproduction, ed. by F. Mignini (Quodlibet publishing house website)
- The Ethics of Benedict de Spinoza, translated by George Eliot, transcribed by Thomas Deegan
- Spinoza Archive （页面存档备份，存于） on the Digital collections of Younes and Soraya Nazarian Library, University of Haifa

- Spinoza, Benedictus de. Ethics: Demonstrated in Geometric Order （页面存档备份，存于）. Translated from the Latin by R. H. M. Elwes, 1883. MTSU Philosophy WebWorks Hypertext Edition, 1997.